# Biserica de lemn din Lazuri, Gorj

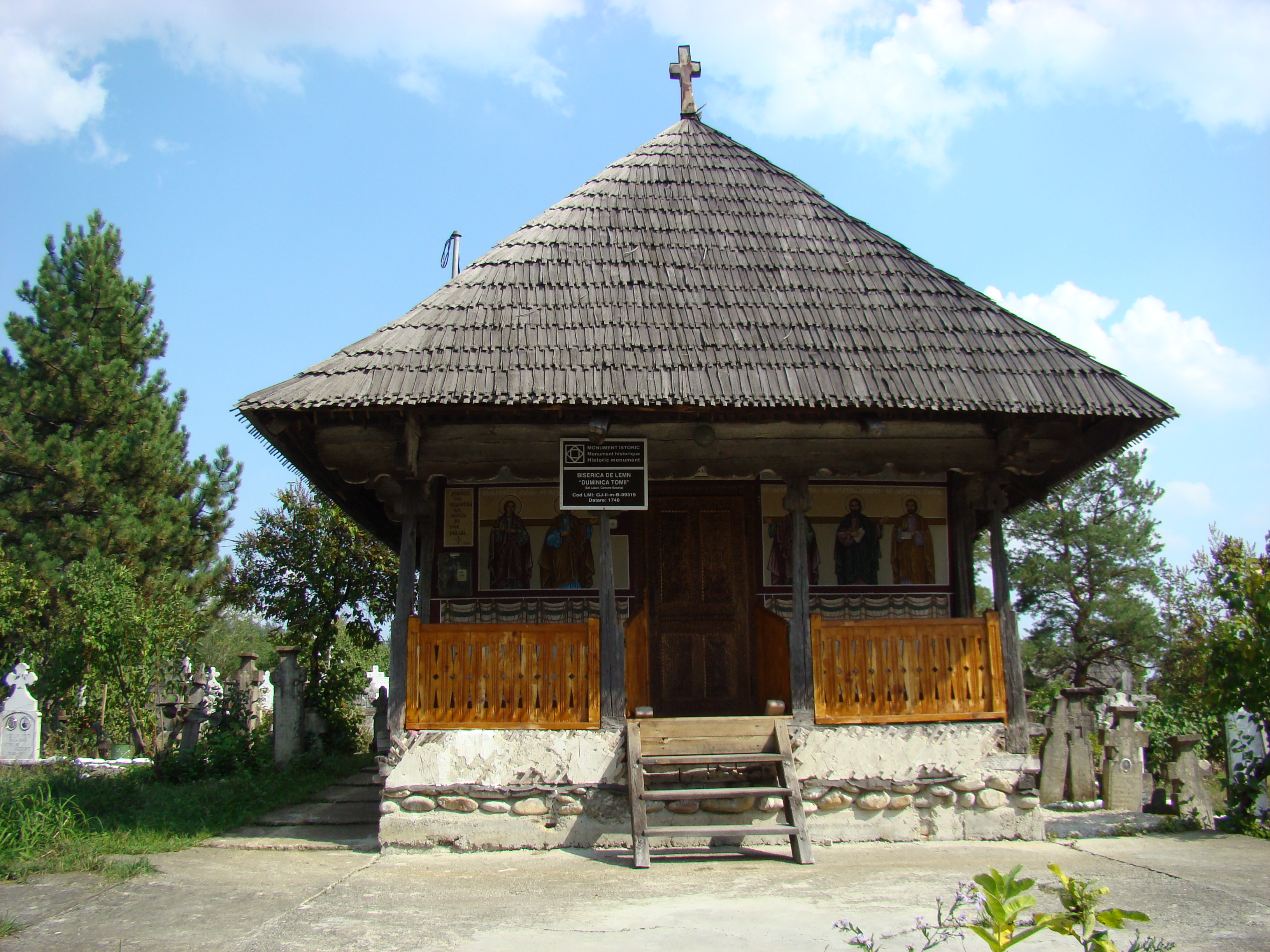
Biserica de lemn „Duminica Tomii” din Lazuri, comuna Scoarţa, județul Gorj, foto: septembrie 2009.

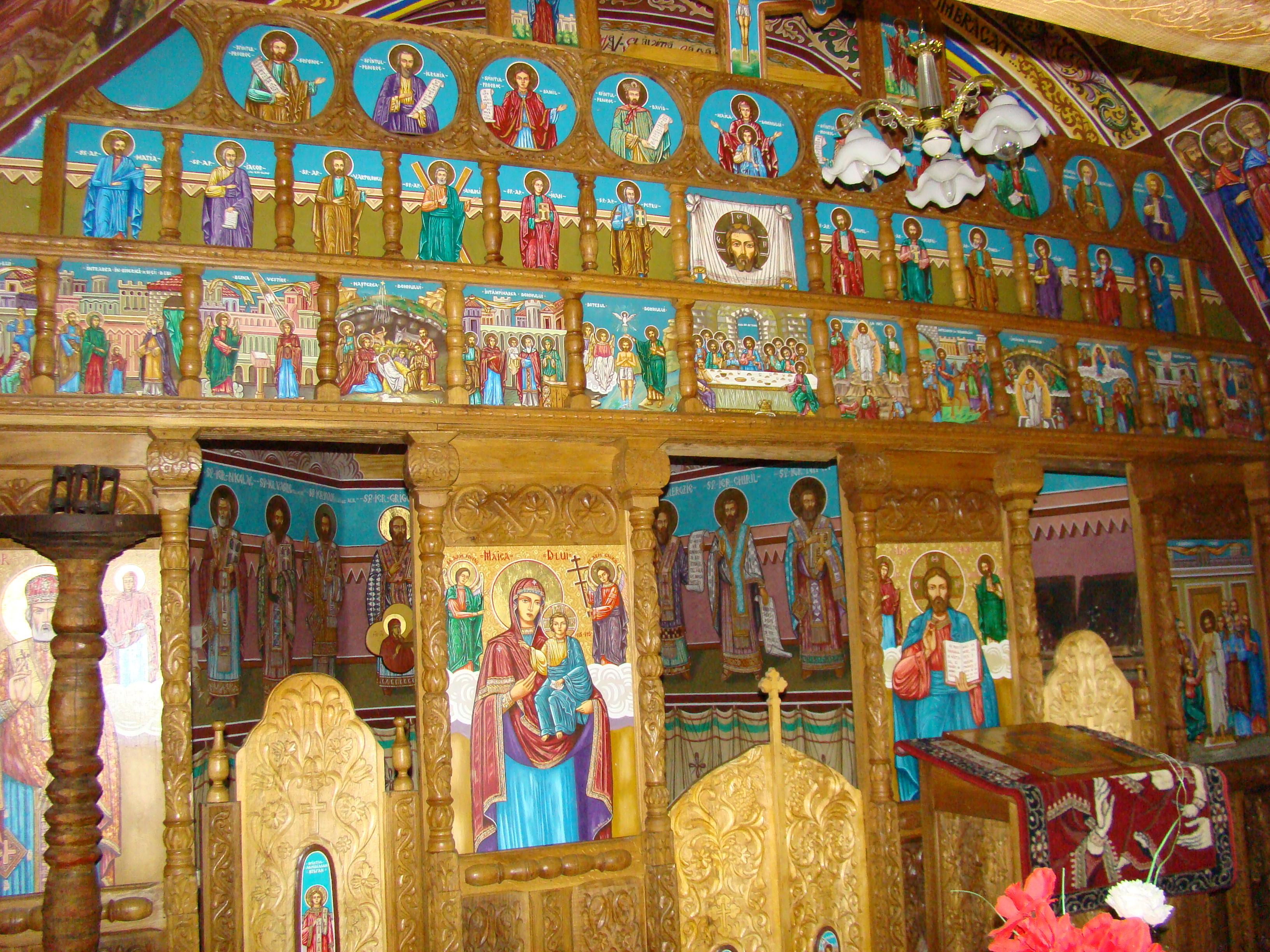
Iconostasul

Biserica de lemn din Lazuri, comuna Scoarța, județul Gorj, a fost construită în jur de 1740 . Are hramul „Duminica Tomii” (Sfântul Apostol Toma). Biserica se află pe noua listă a monumentelor istorice sub codul LMI:  GJ-II-m-B-09319.

## Istoric și trăsături
Sfânta biserică a satului Lazuri de Scoarța, cu hramul „Duminica Tomii”, a fost construită în anul 1740 de Căpitan Mihai, ajutat de obștea satului. În anul 1996 au început lucrările de consolidare și restaurare de Asociația non-profit Lazuri, cu ajutorul sponsorilor și enoriașilor. Pictura în frescă a fost executată de pictorul Scherciuc-Piscucu Nicolae din Maramureș în anul 2002. Biserica a fost resfințită în anul 2004.

## Imagini din exterior

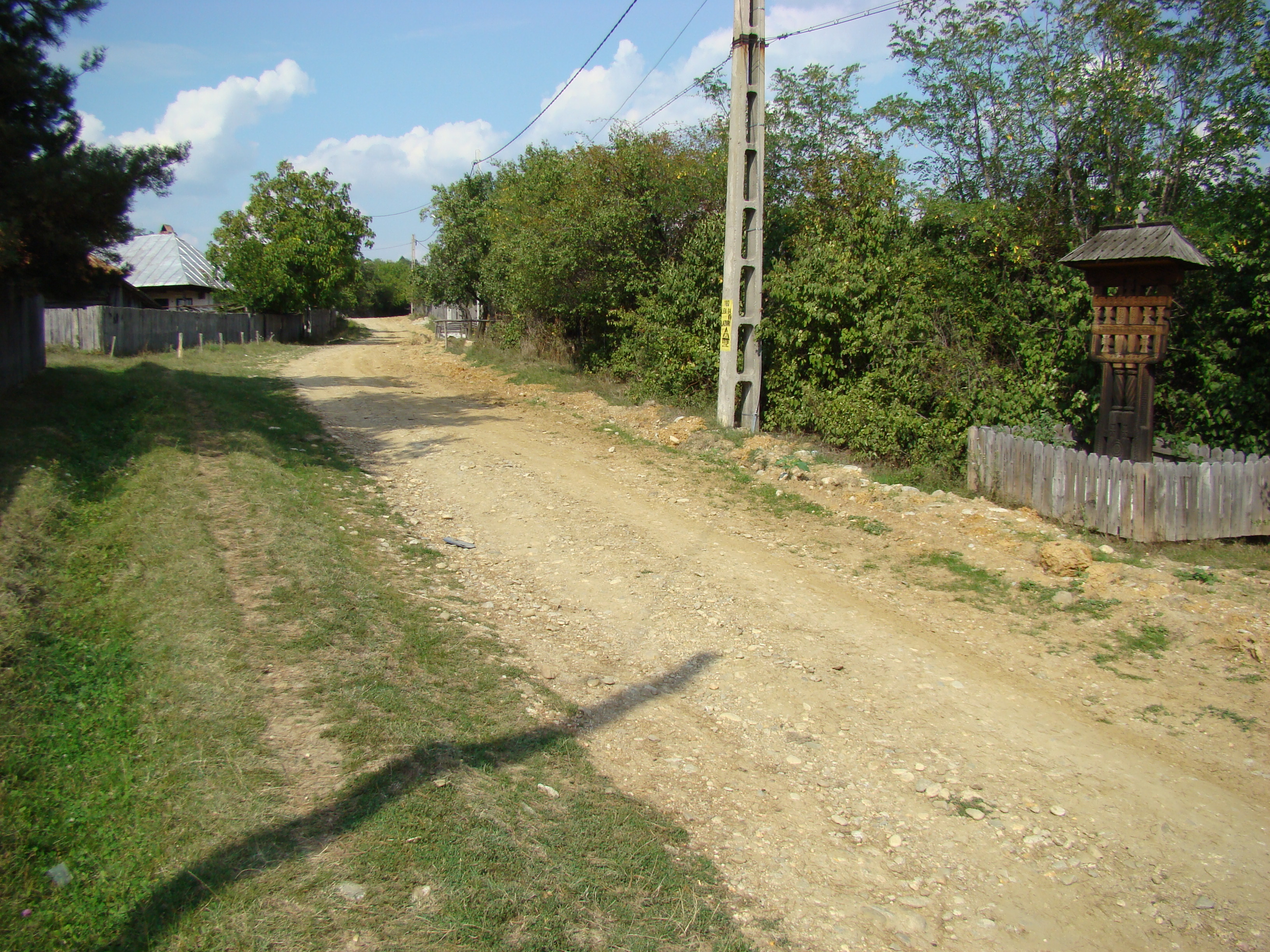
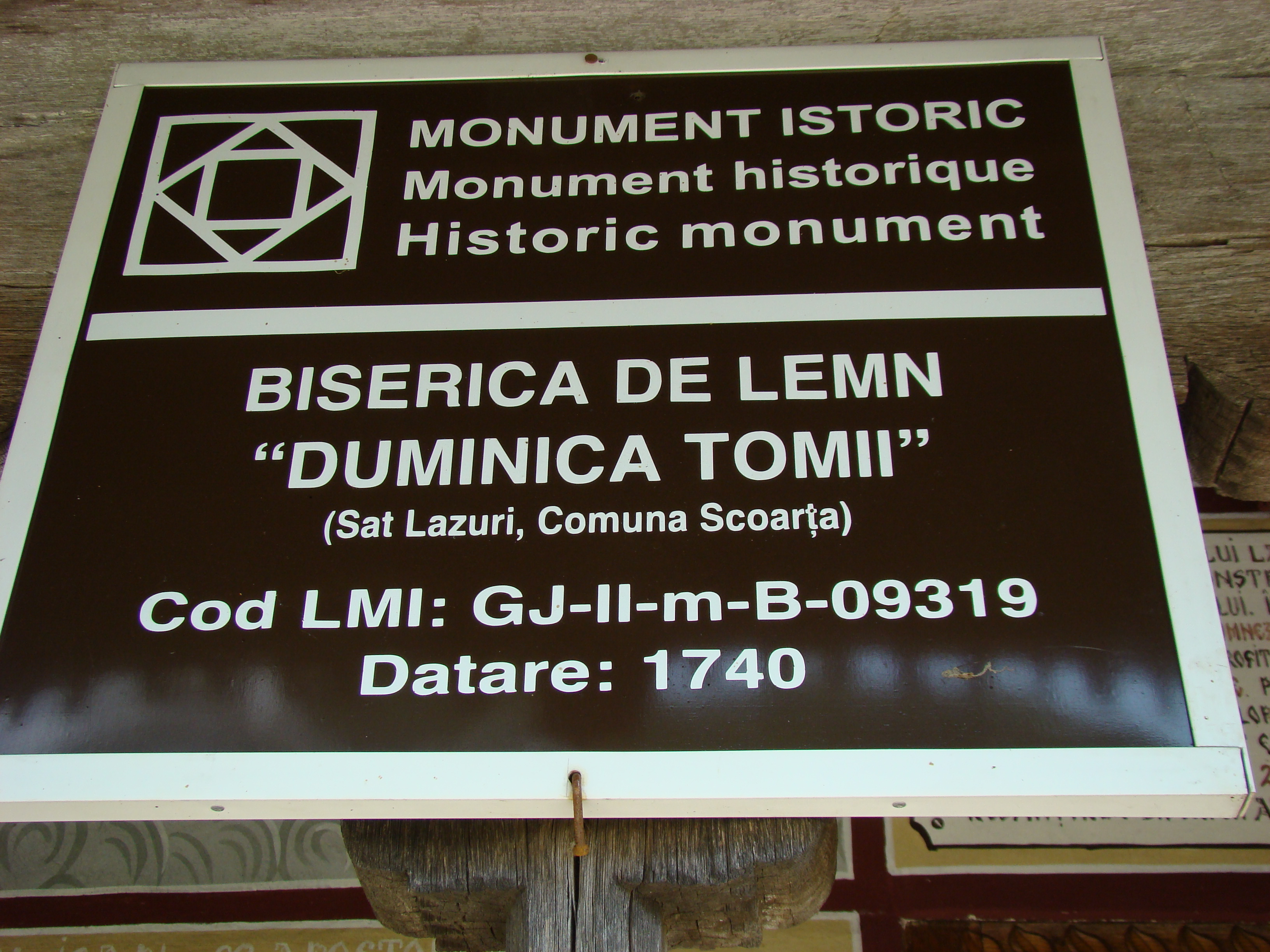
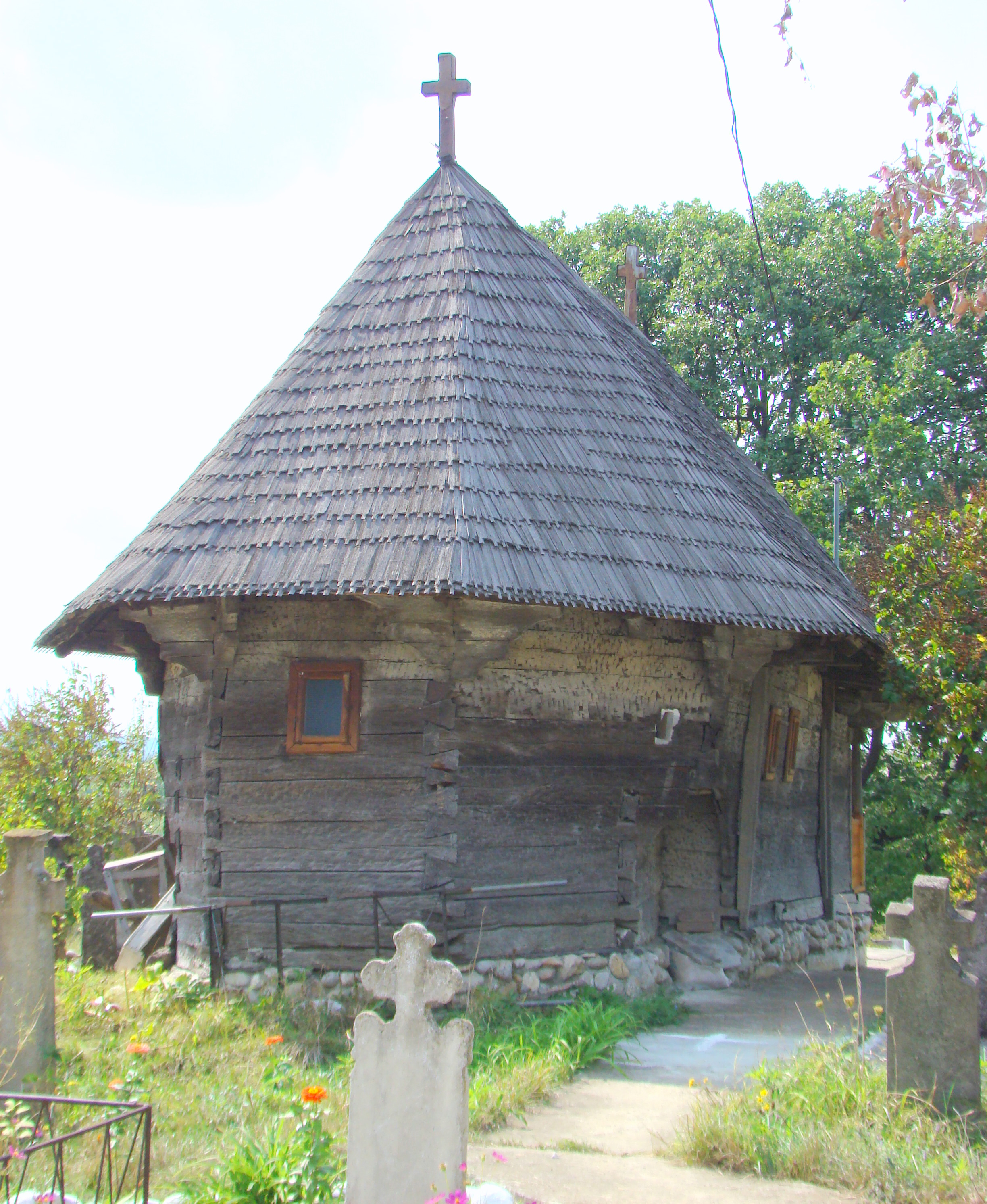
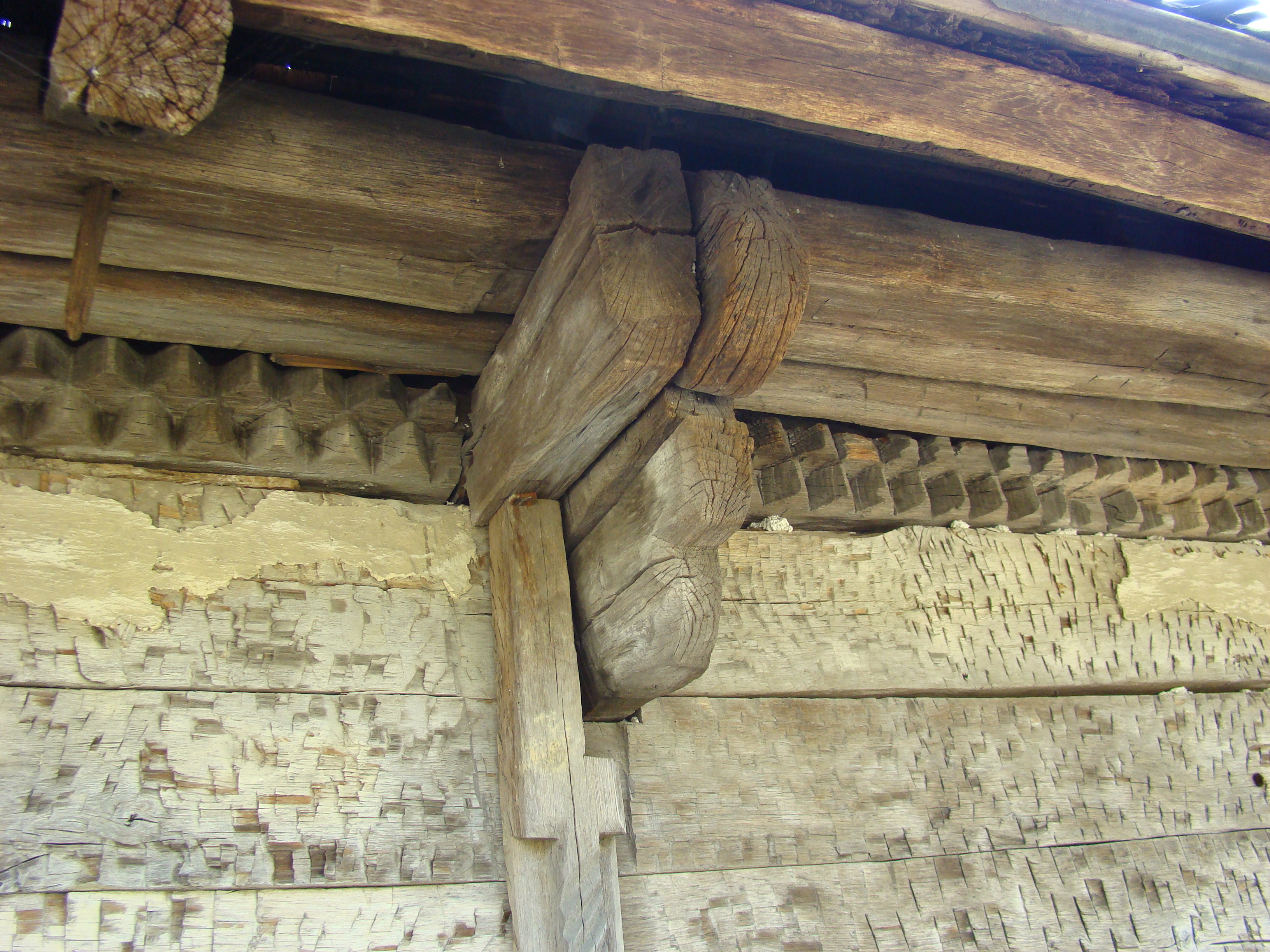
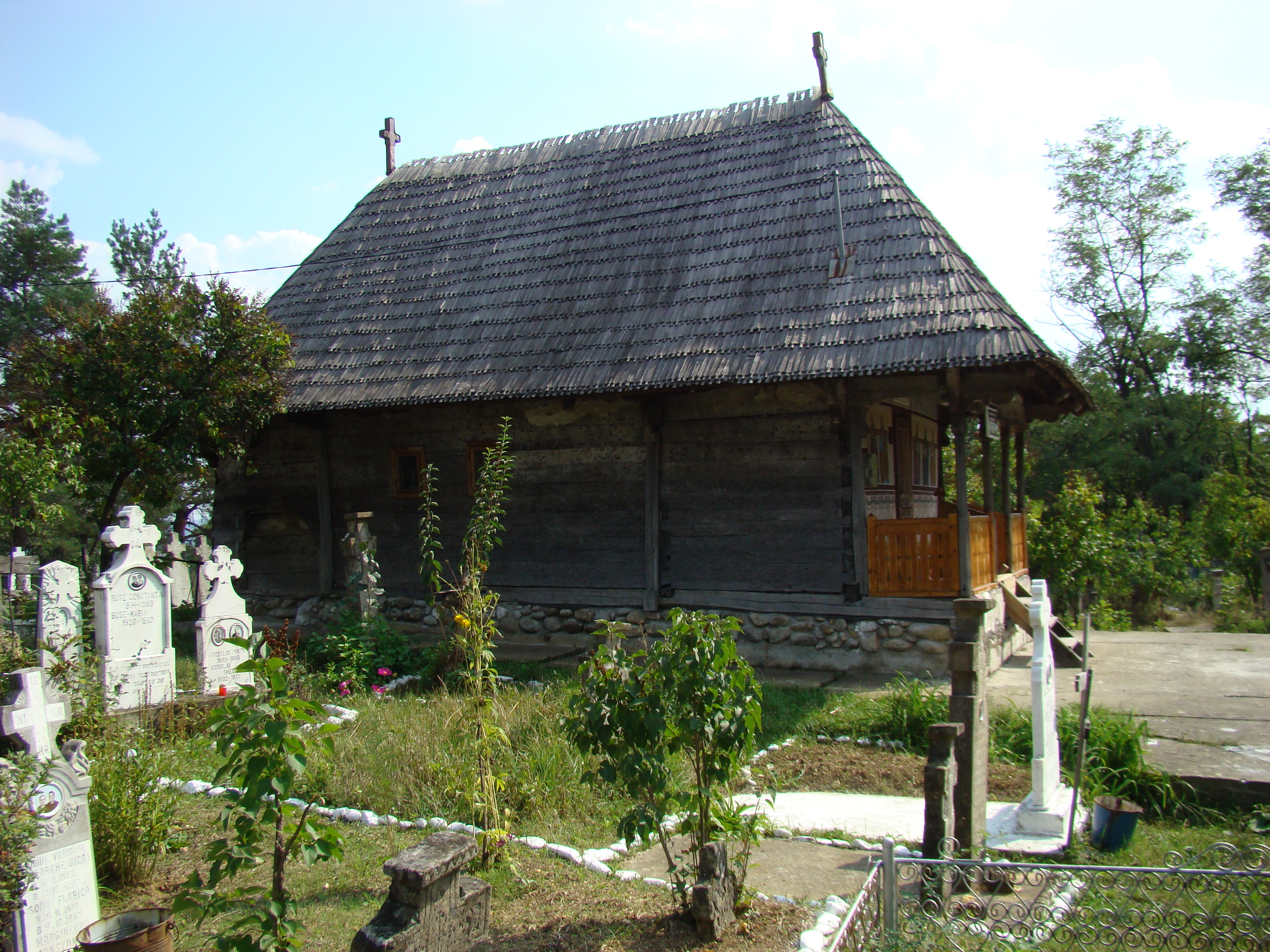
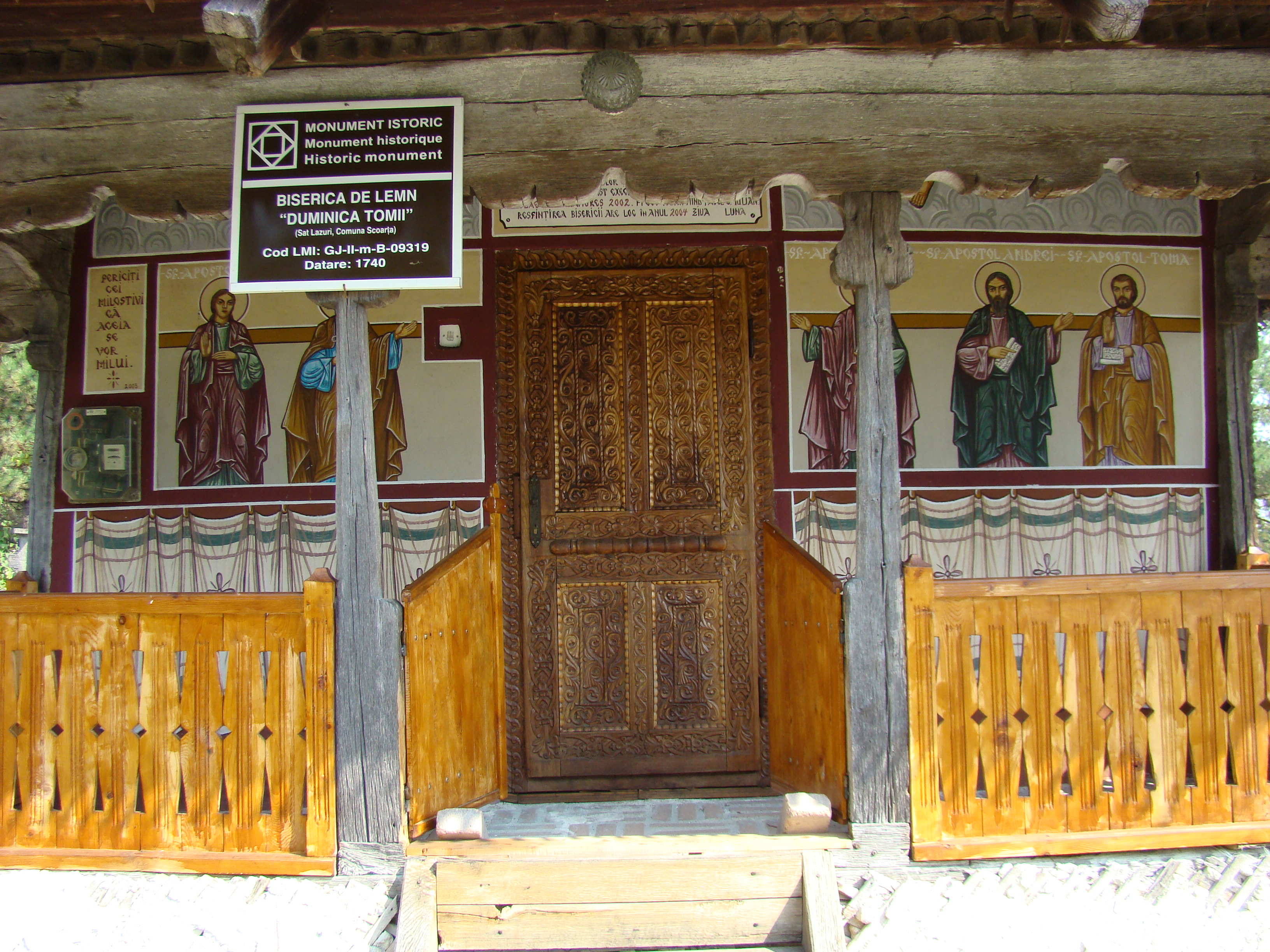
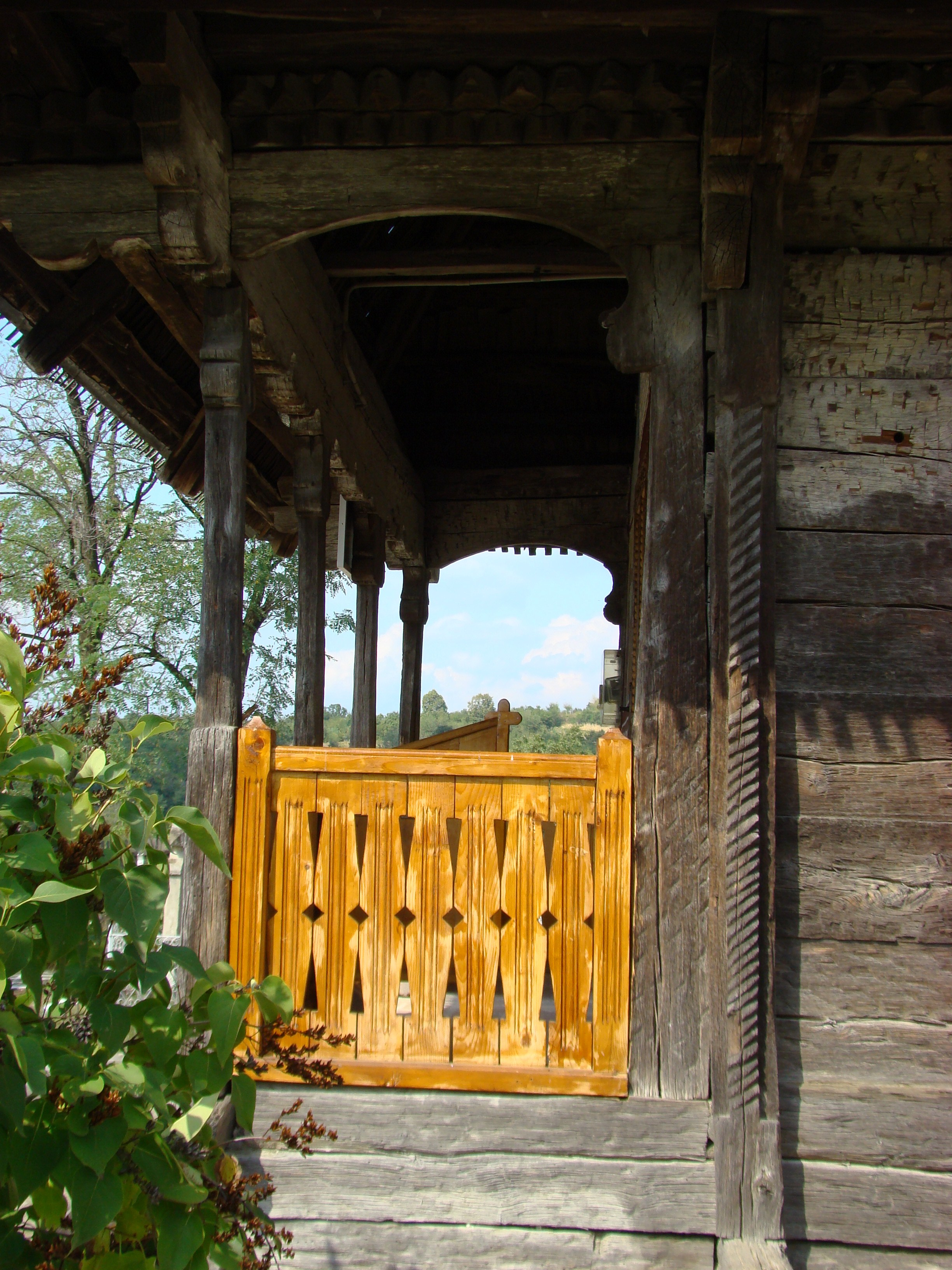
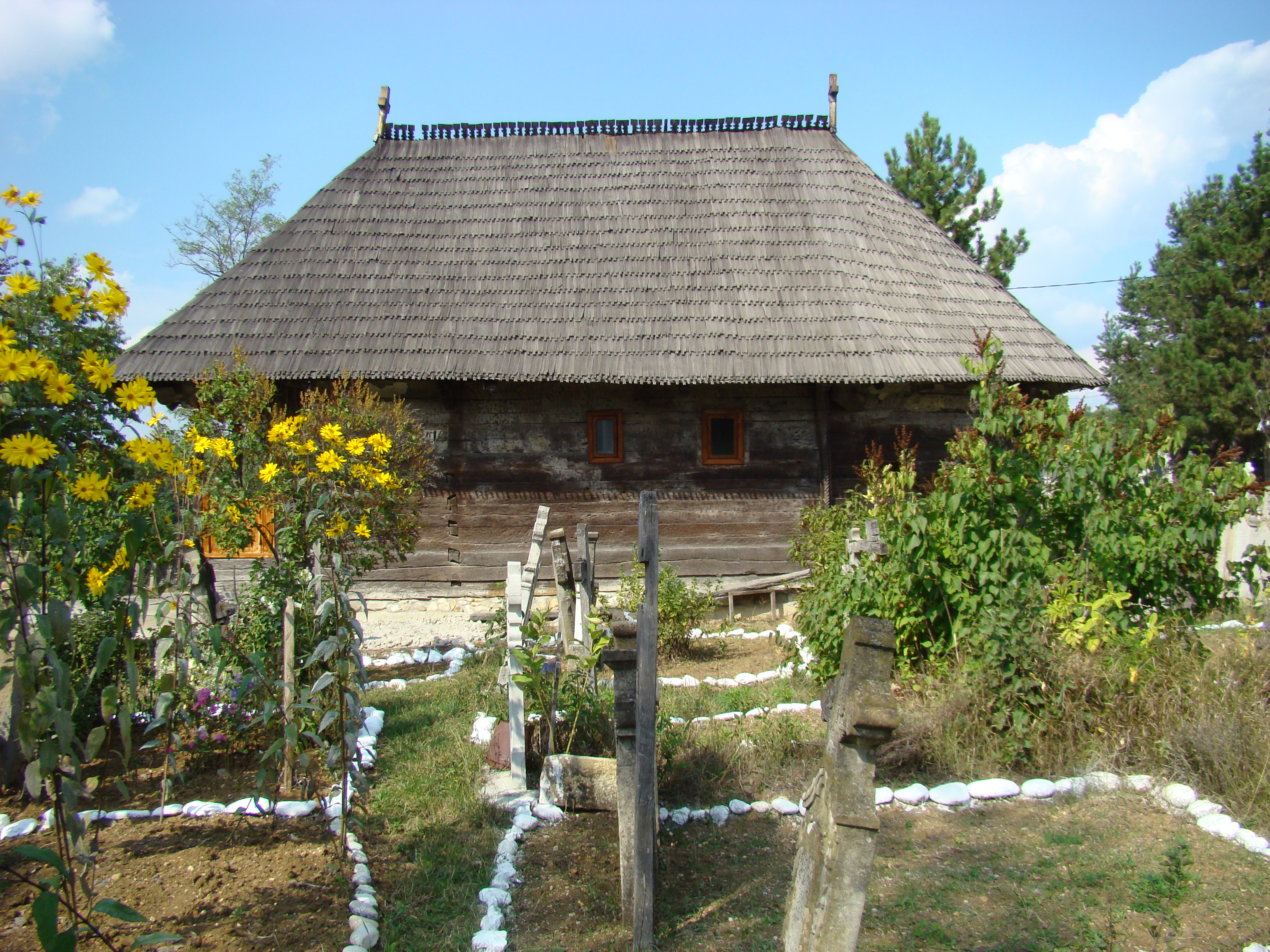
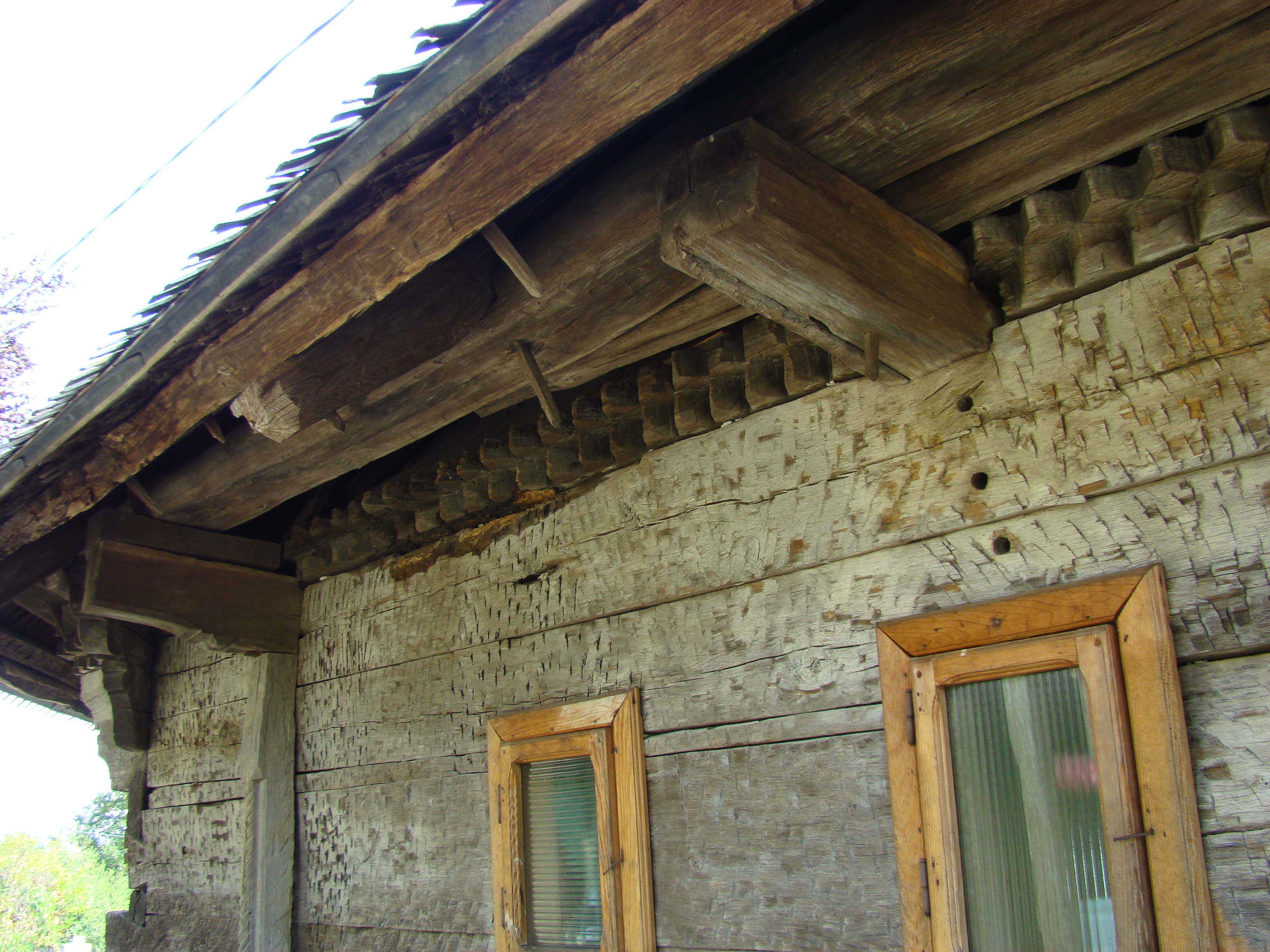
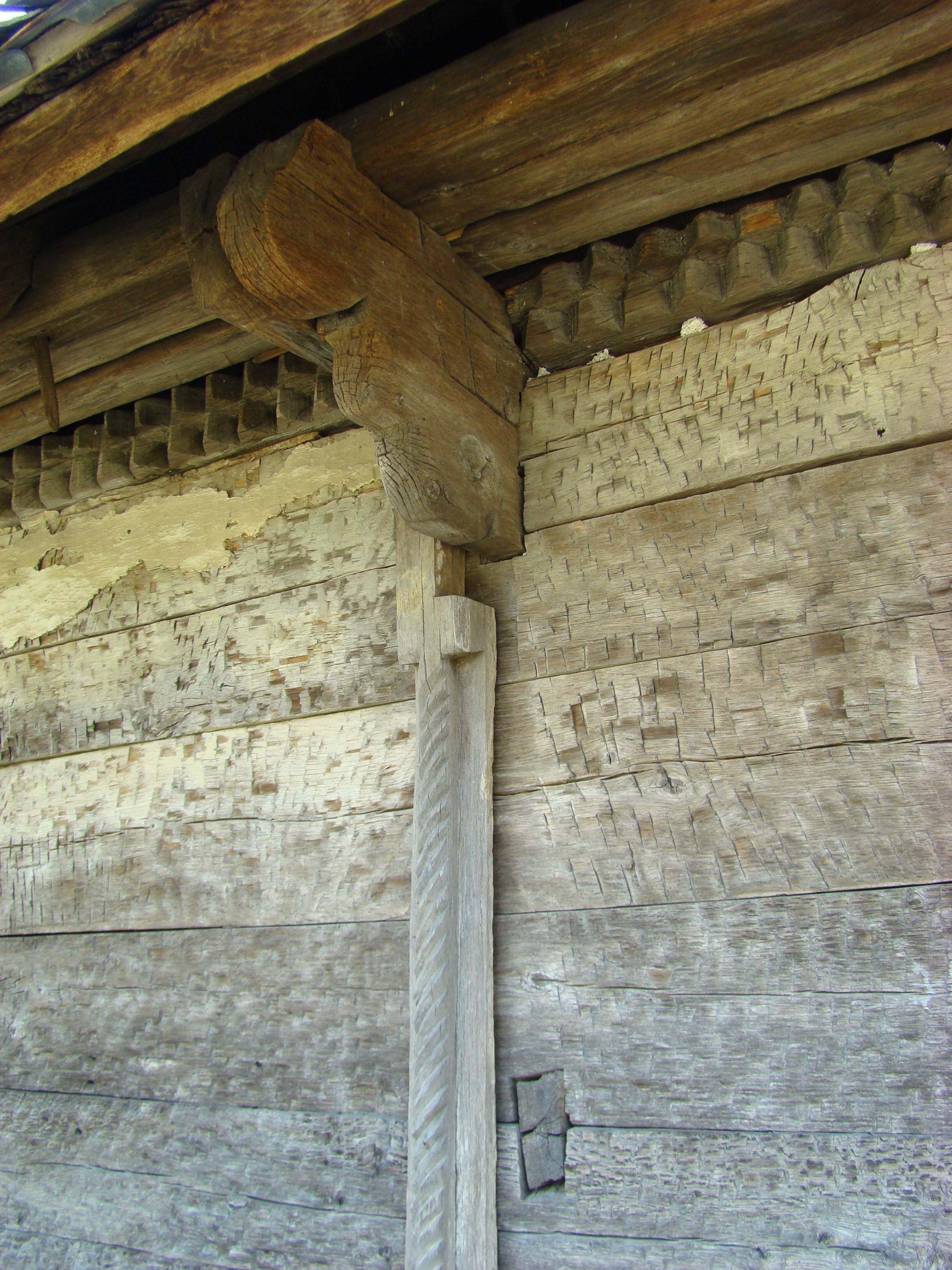
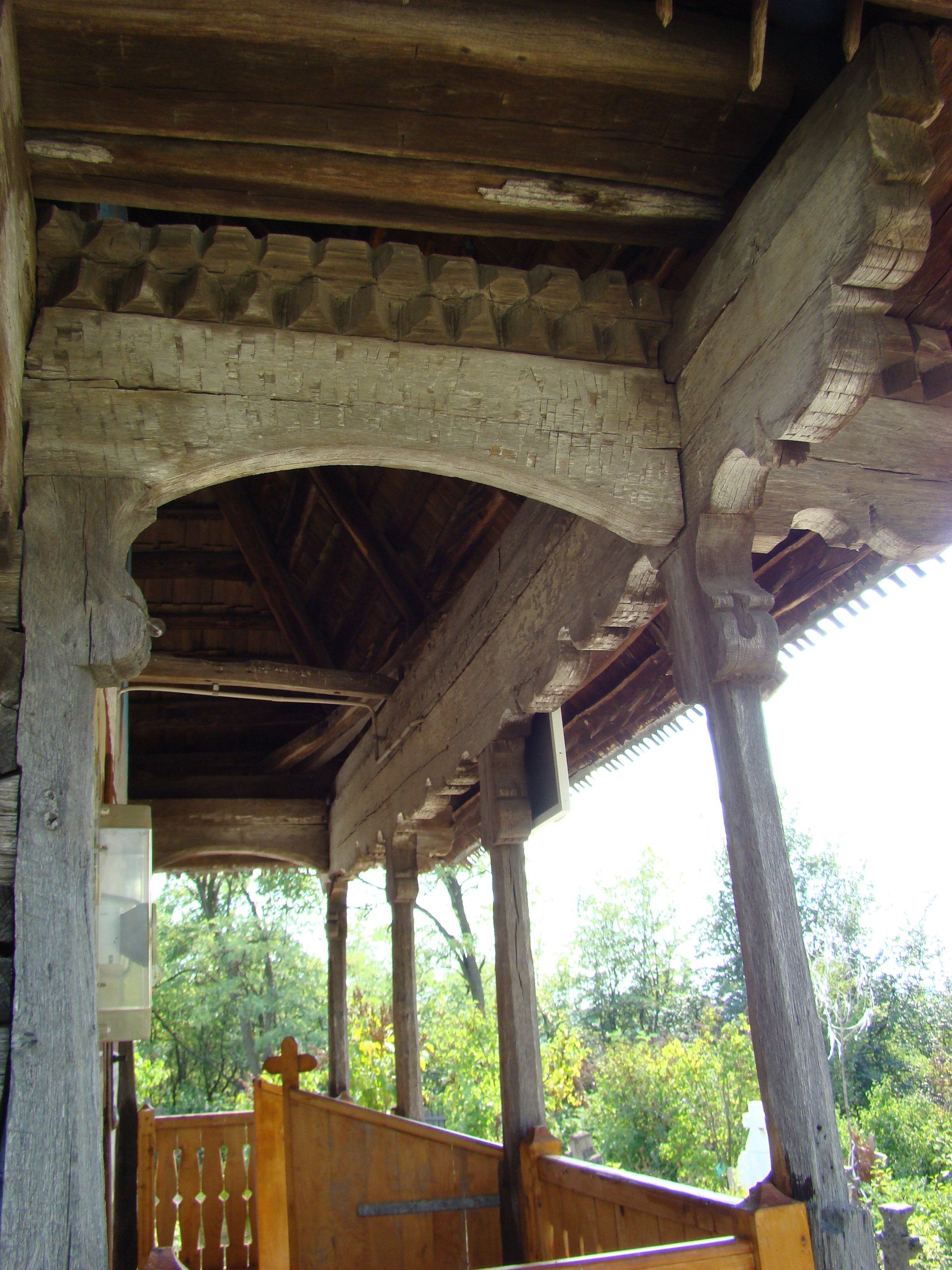
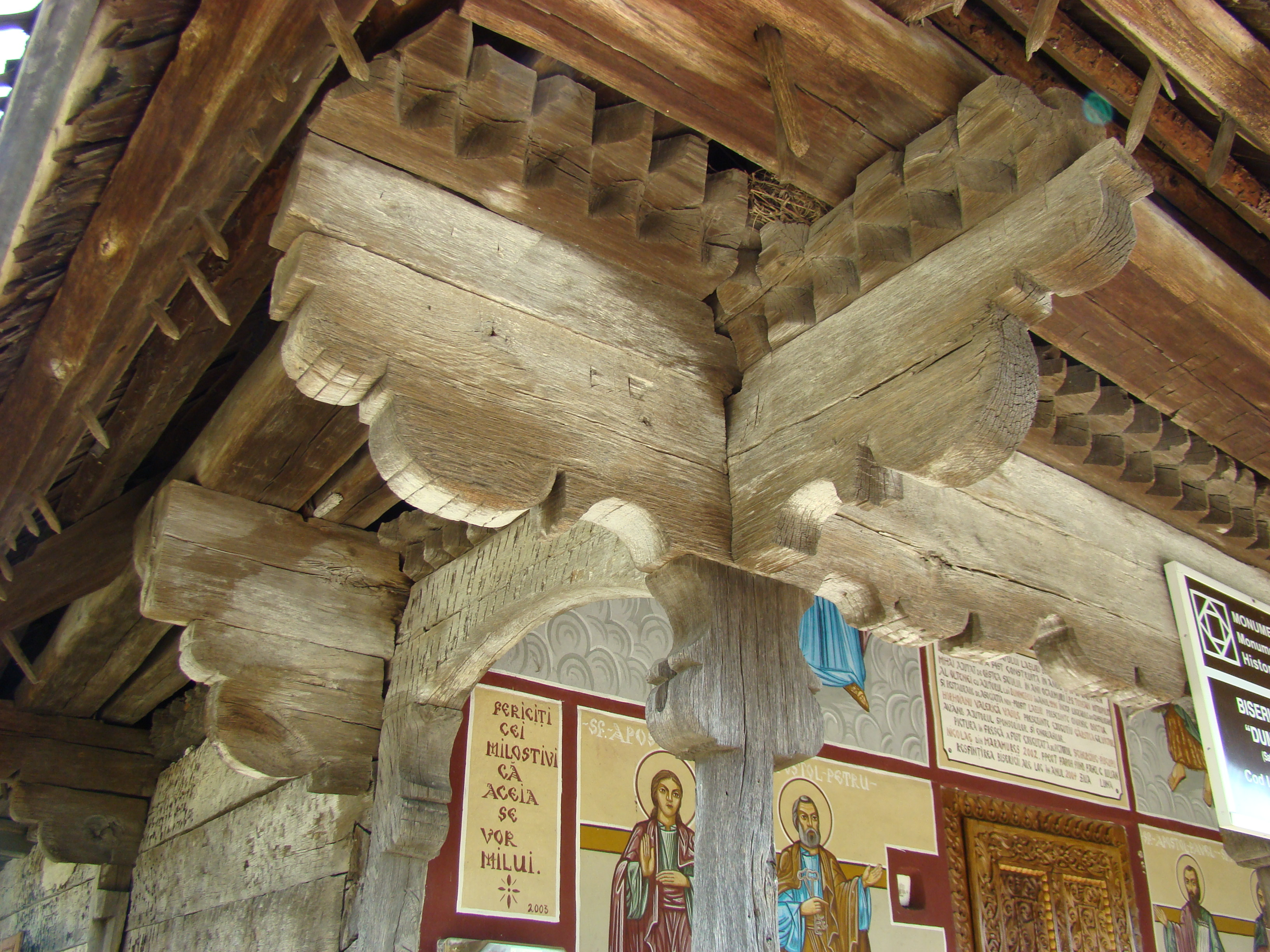
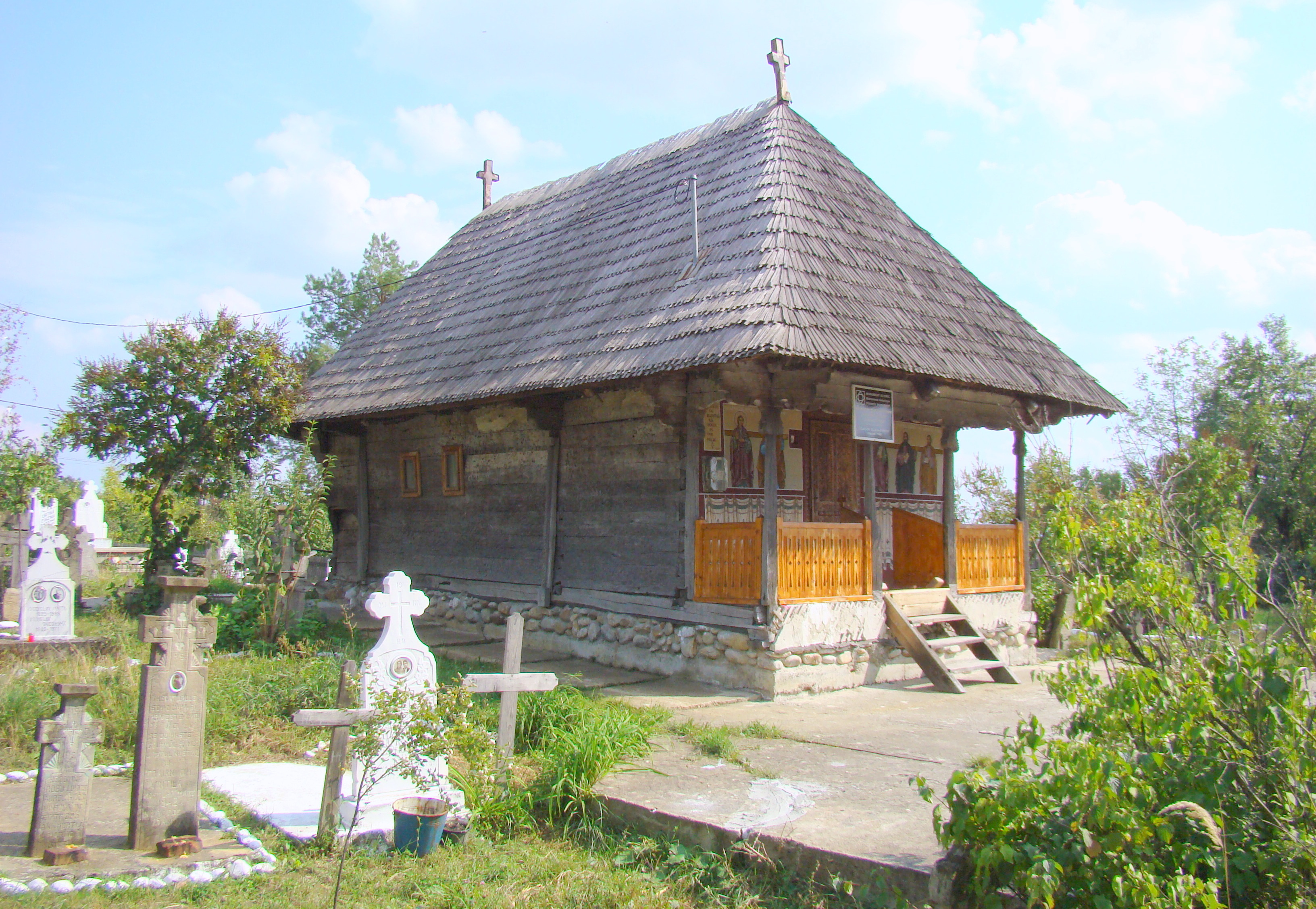
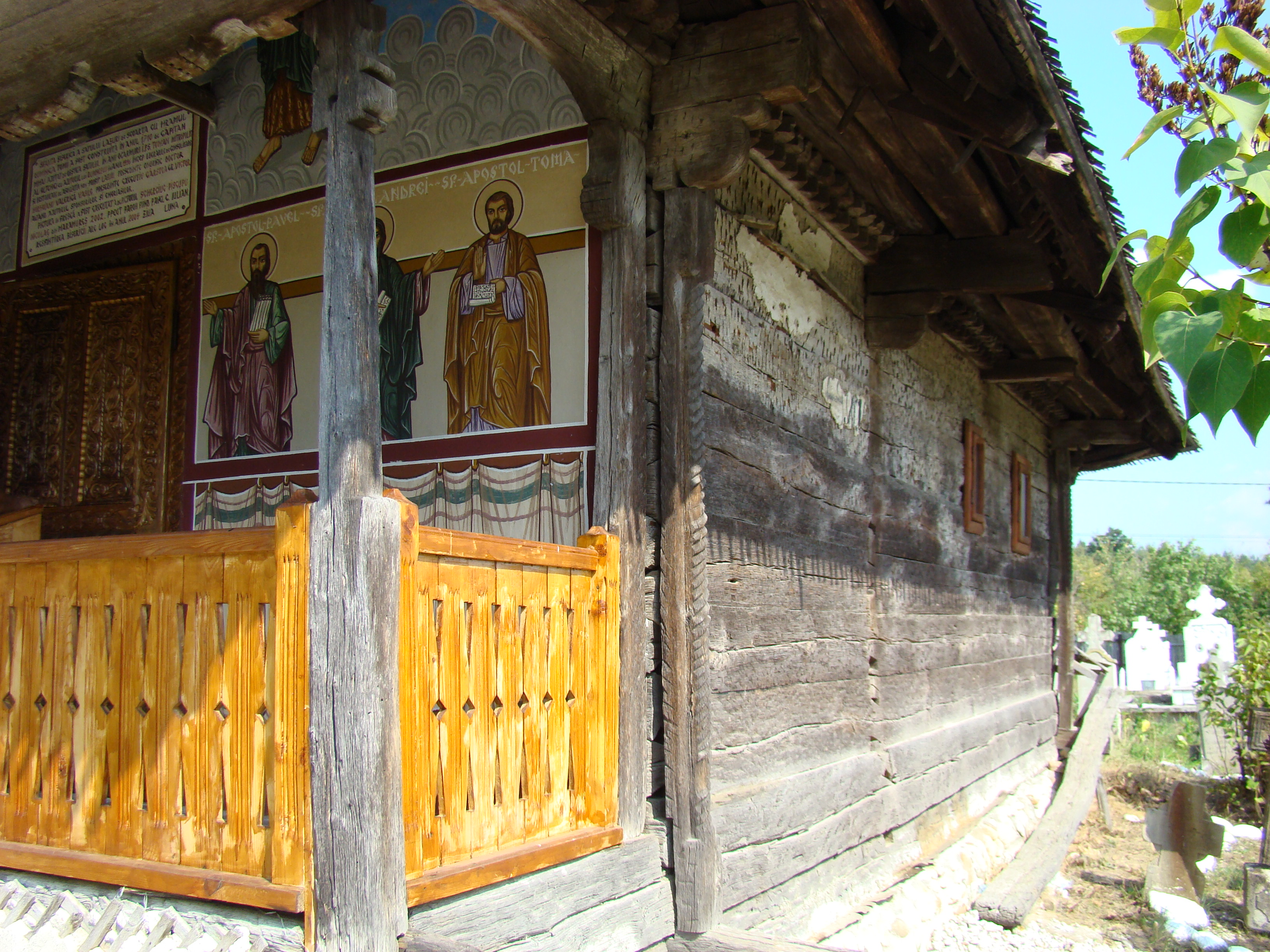
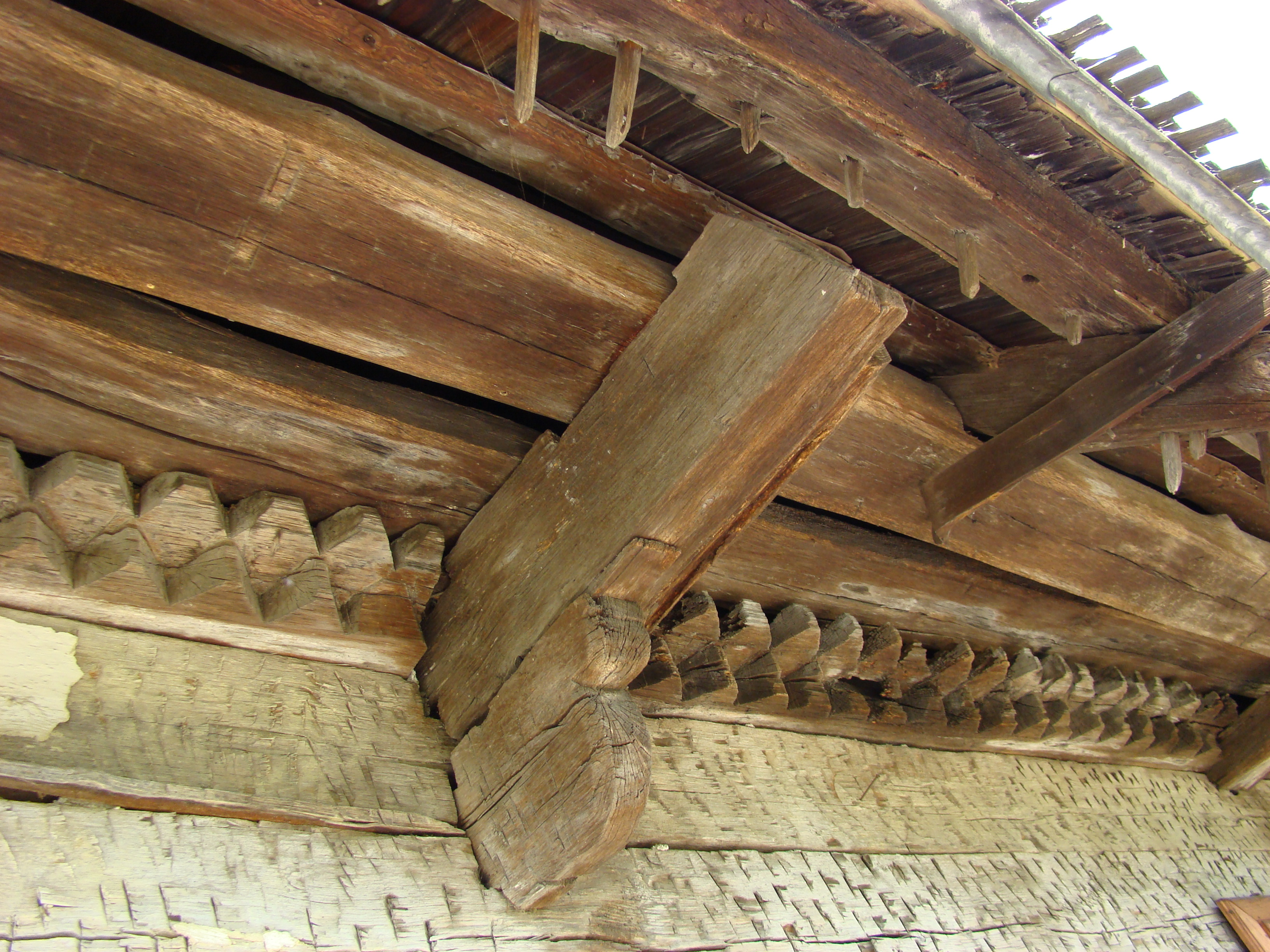
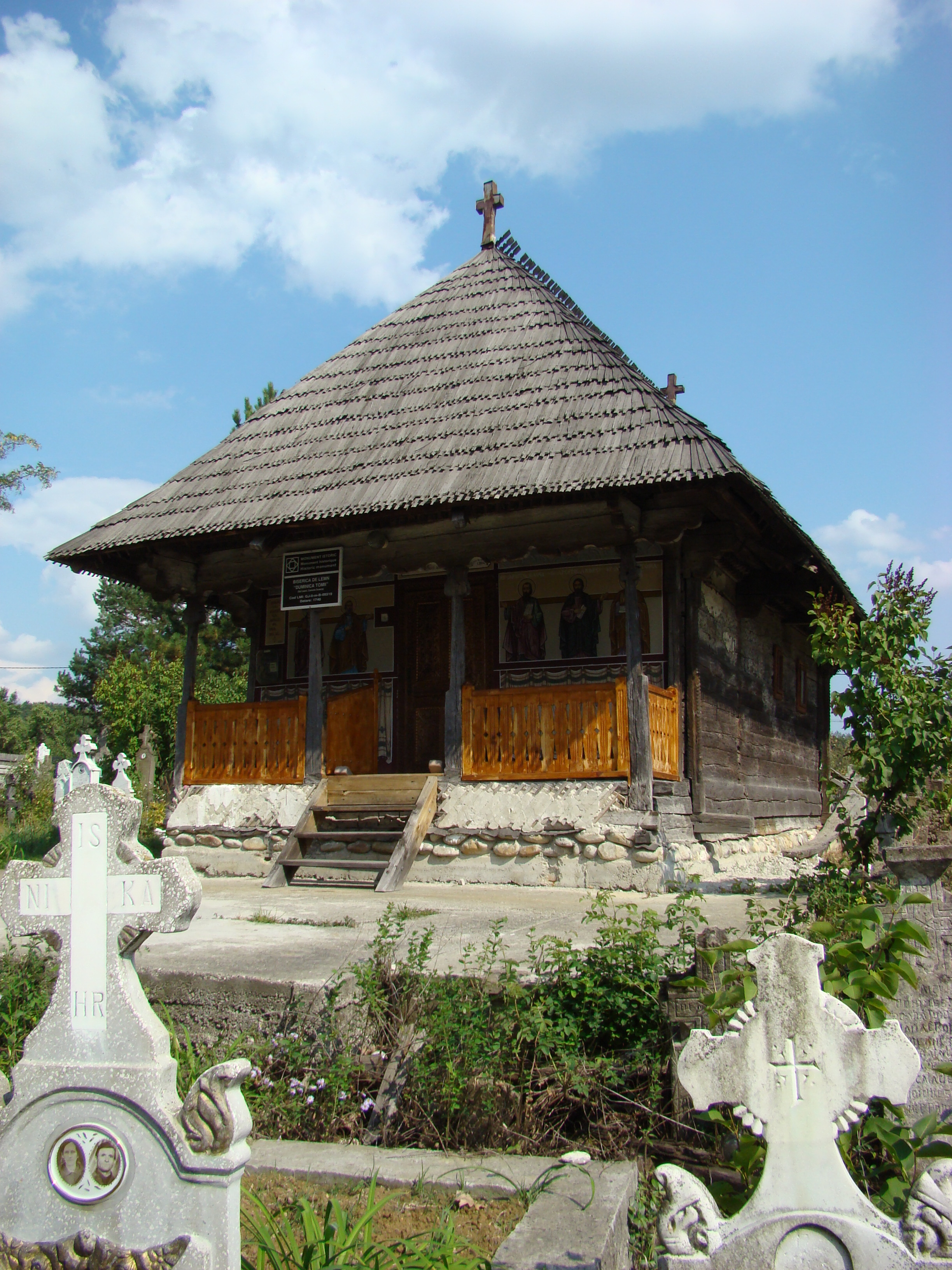
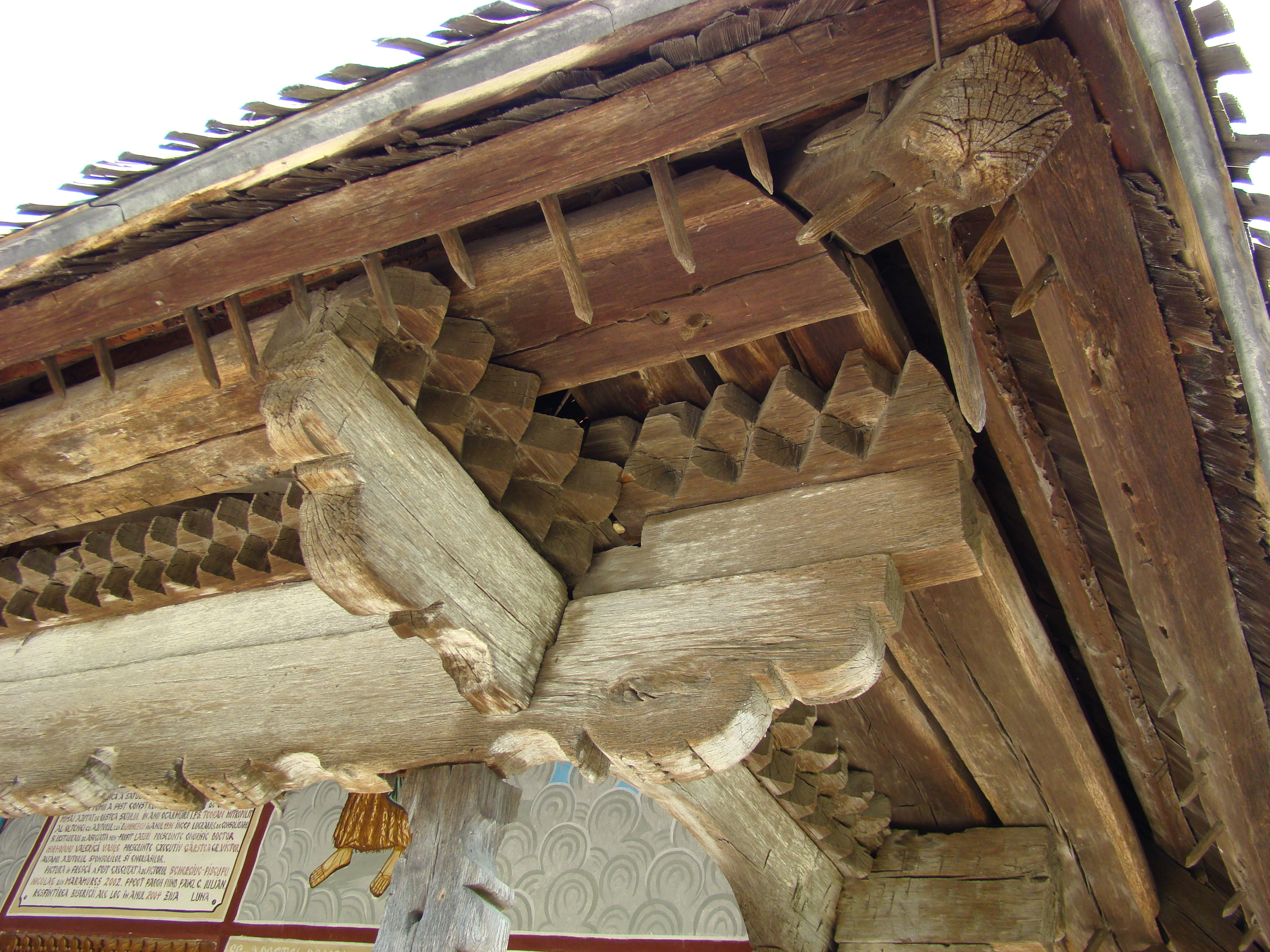
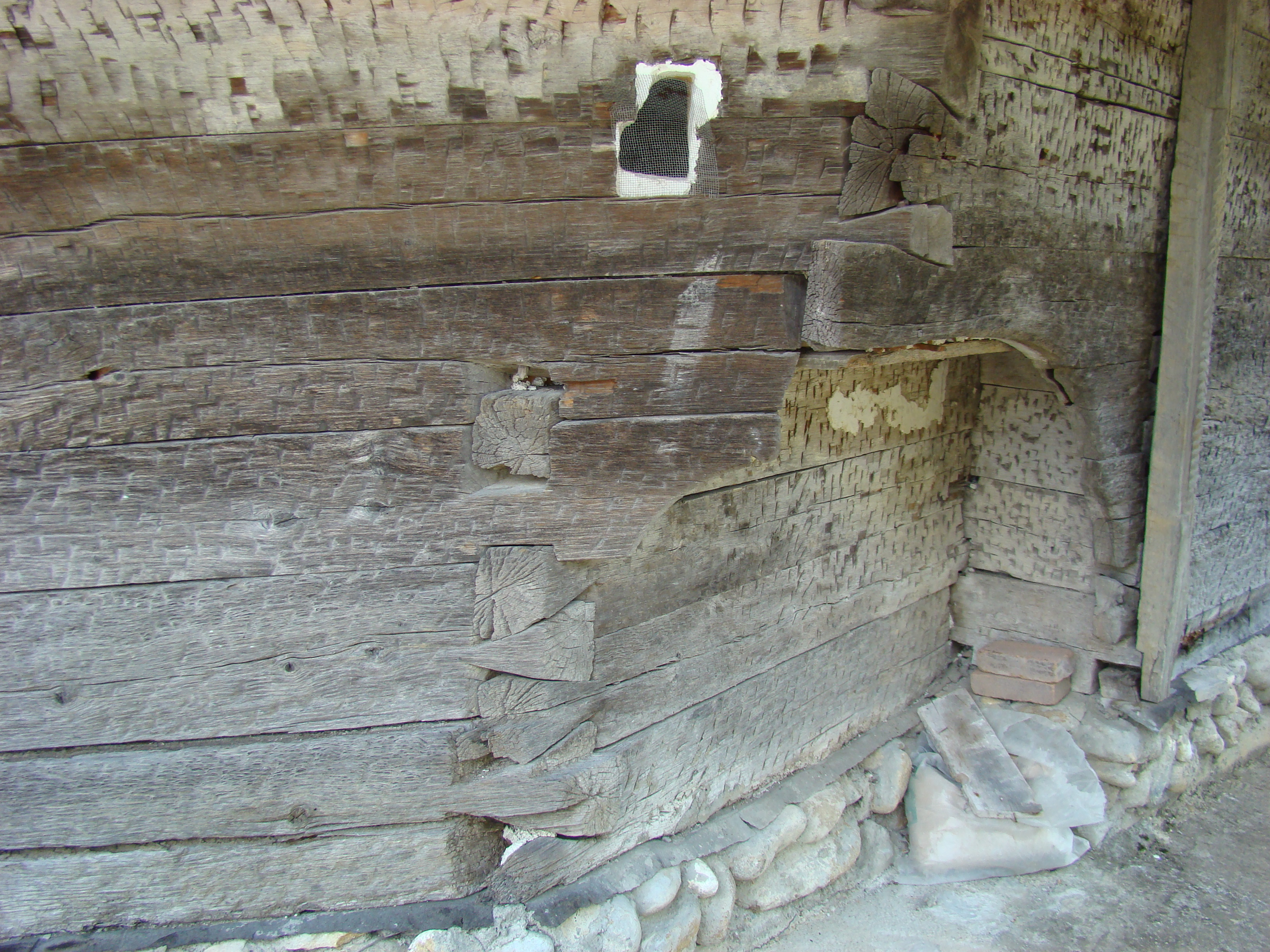
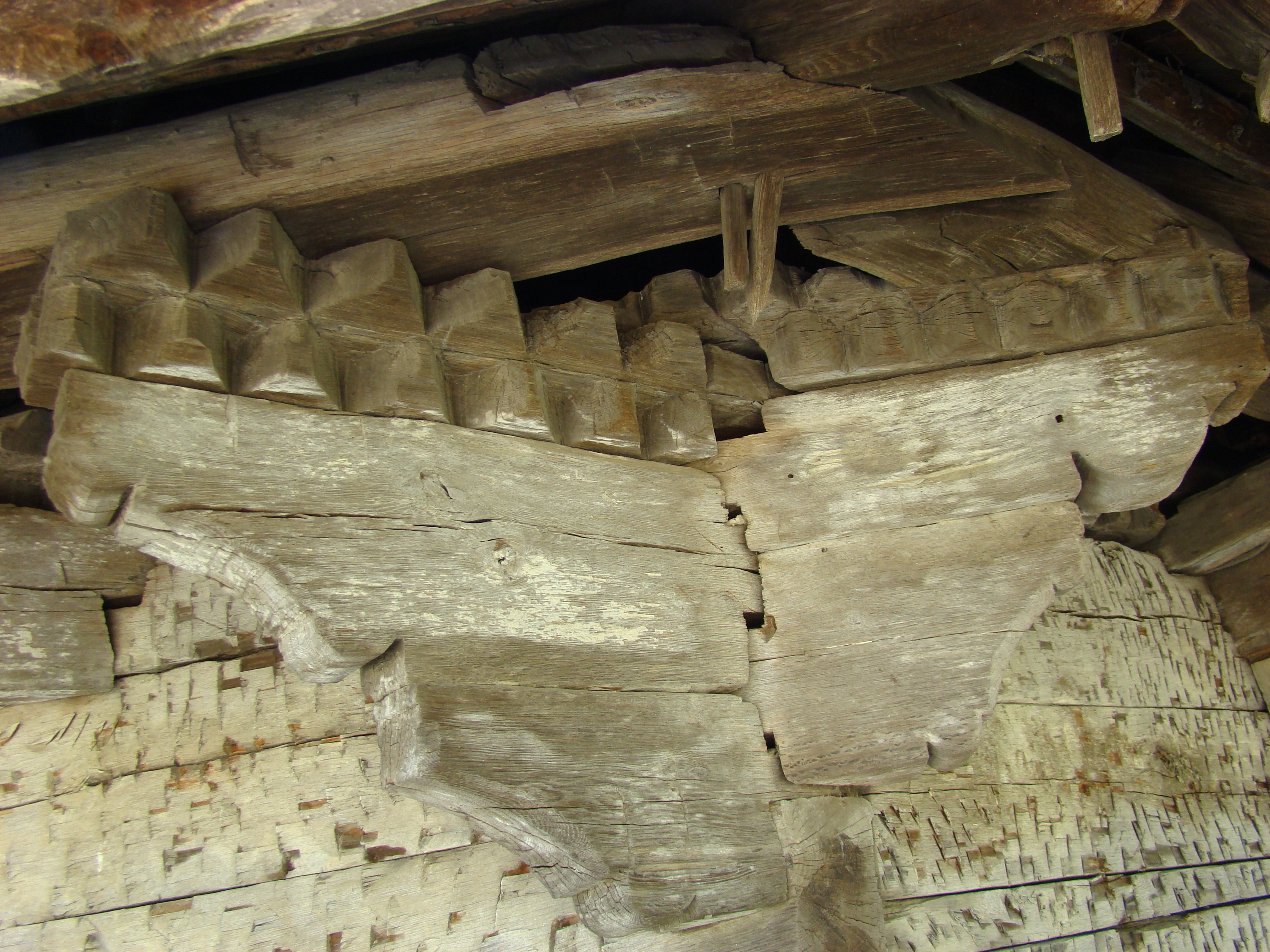
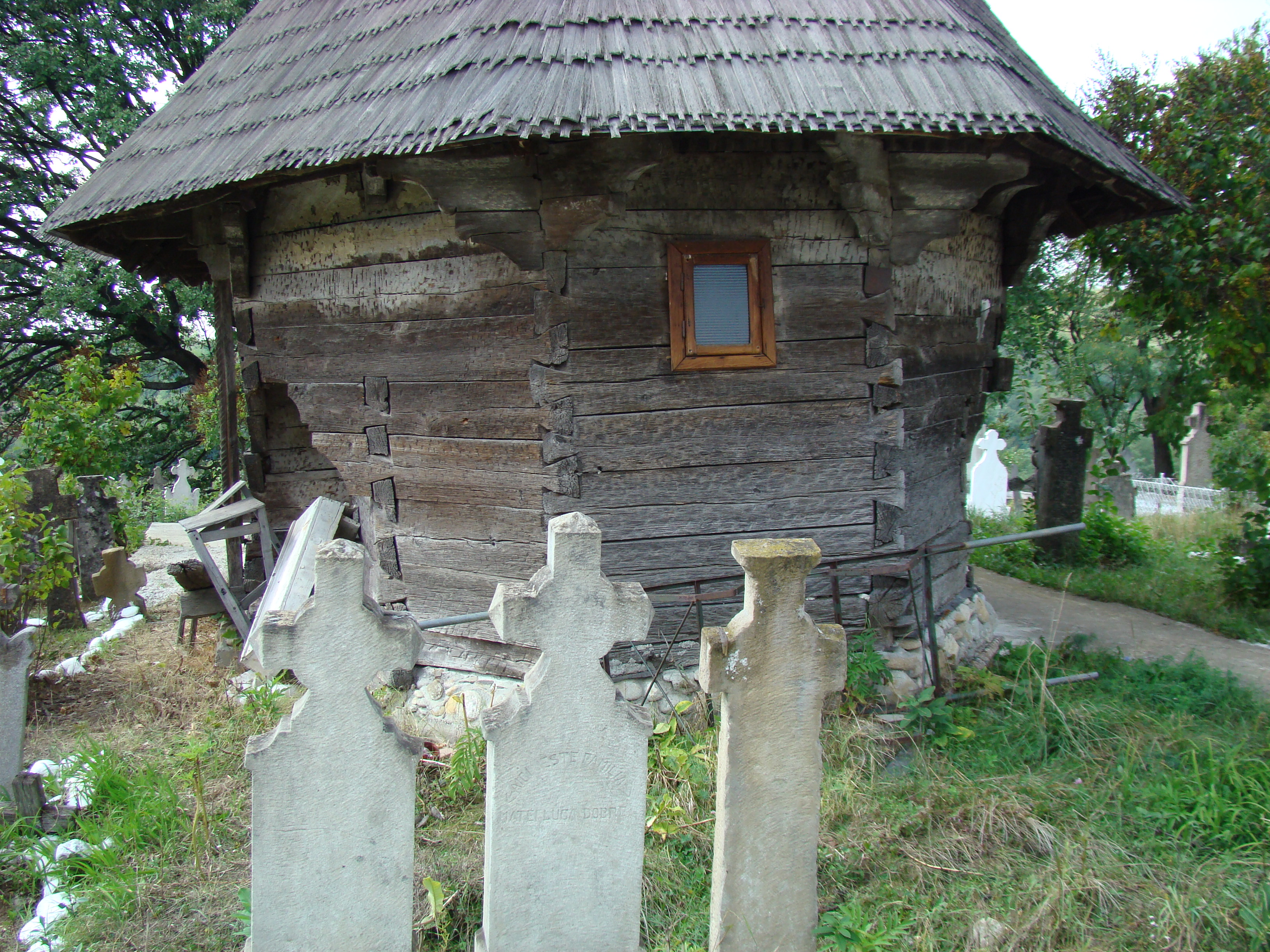
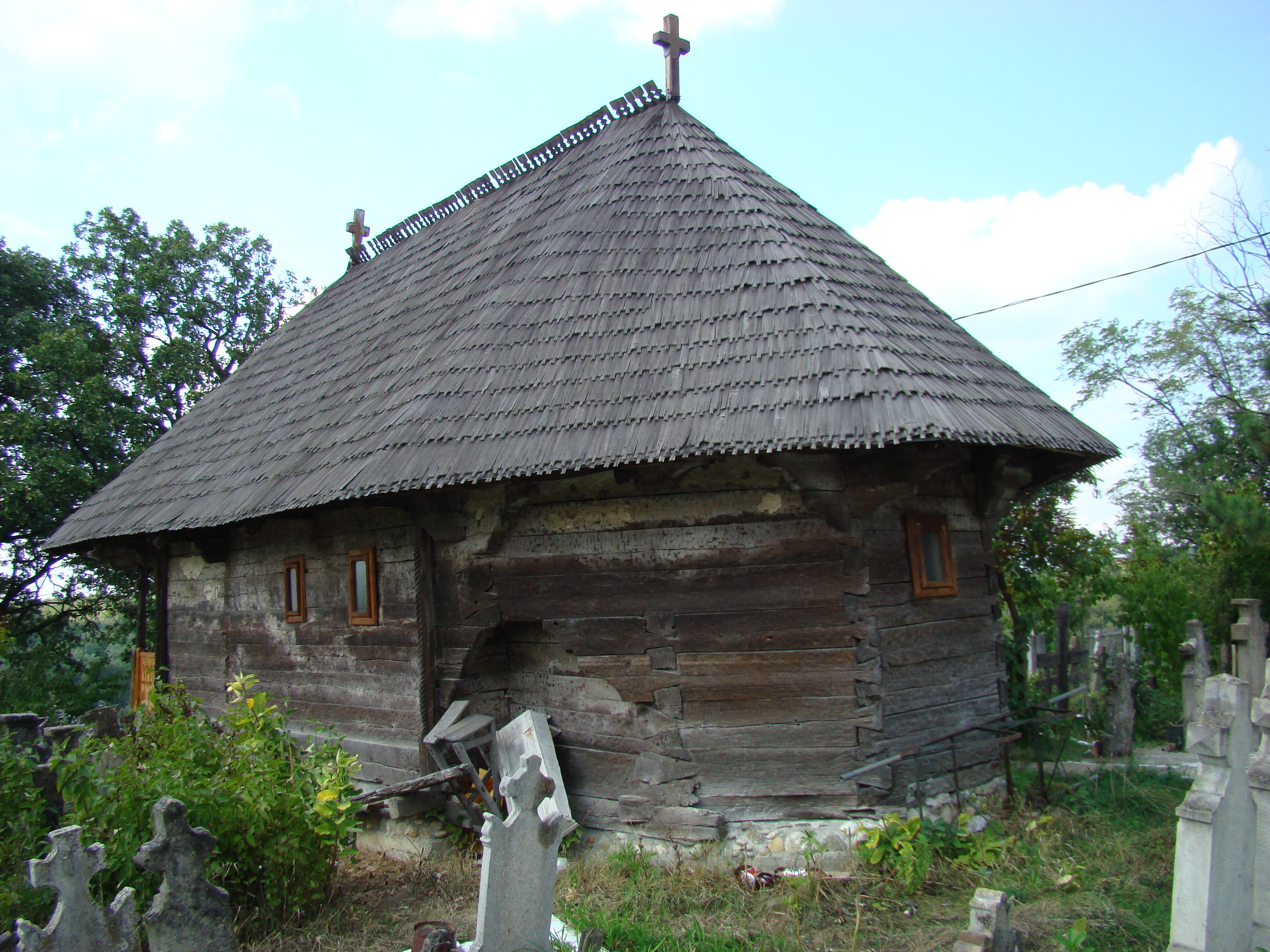
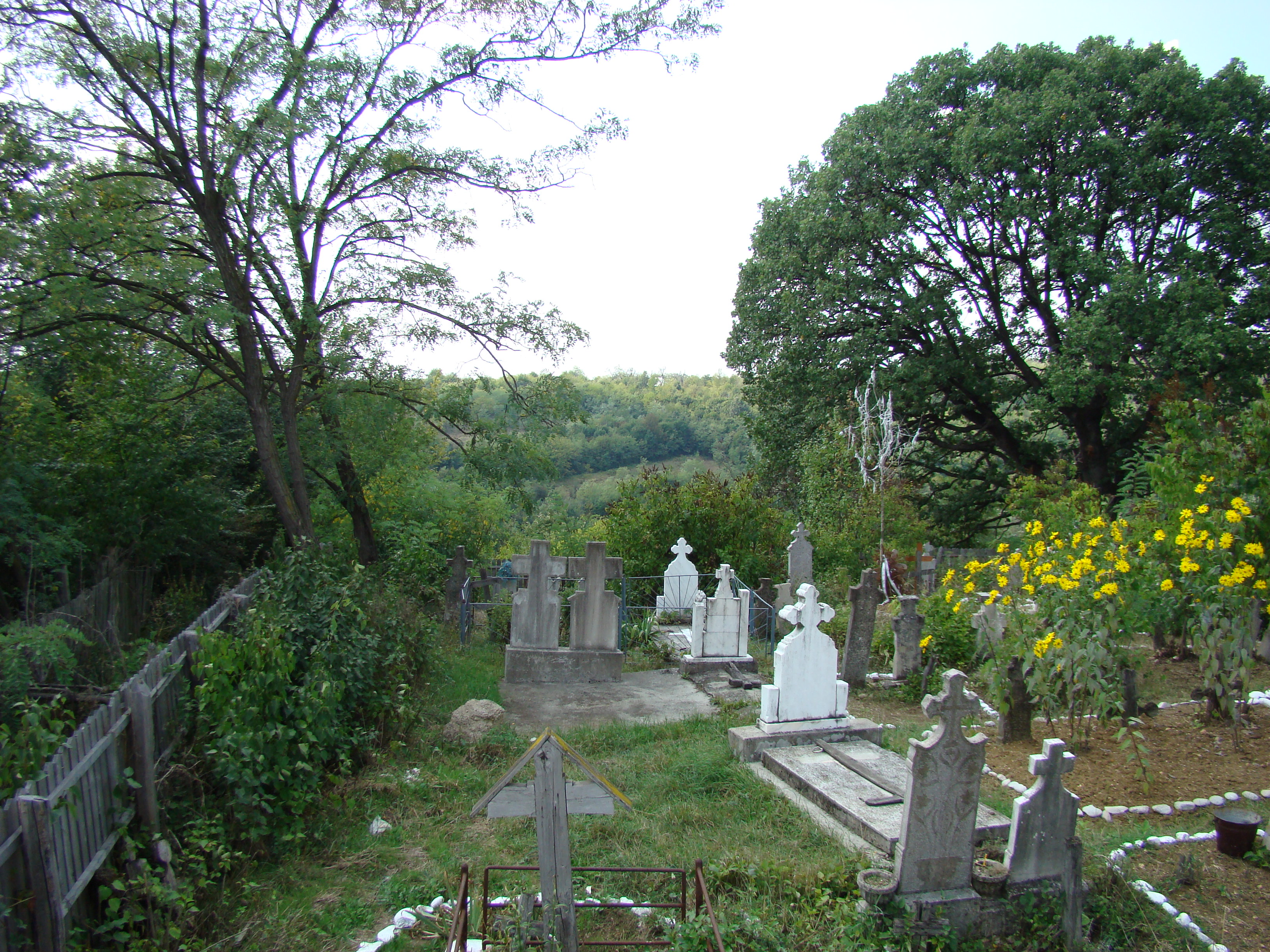
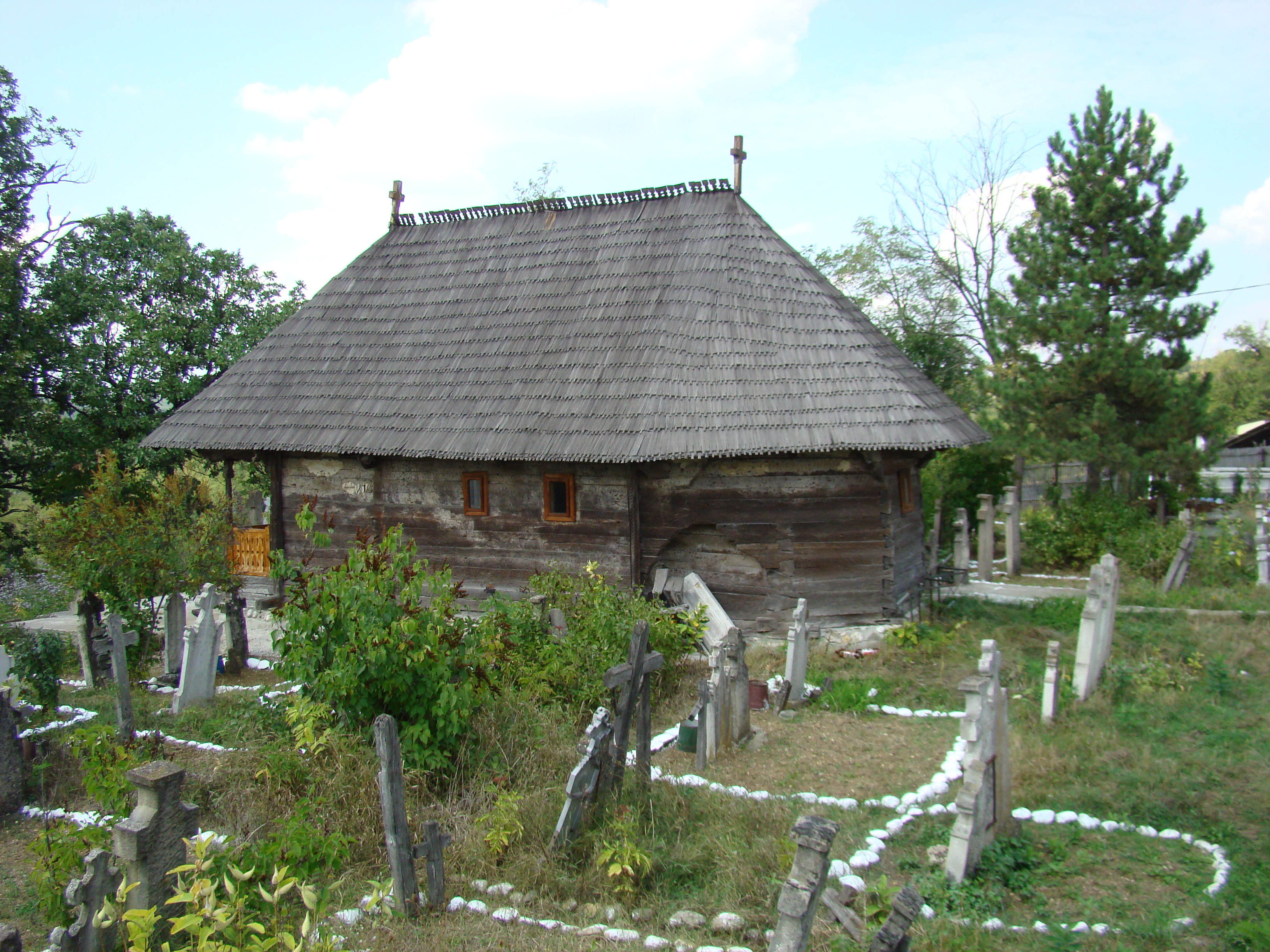
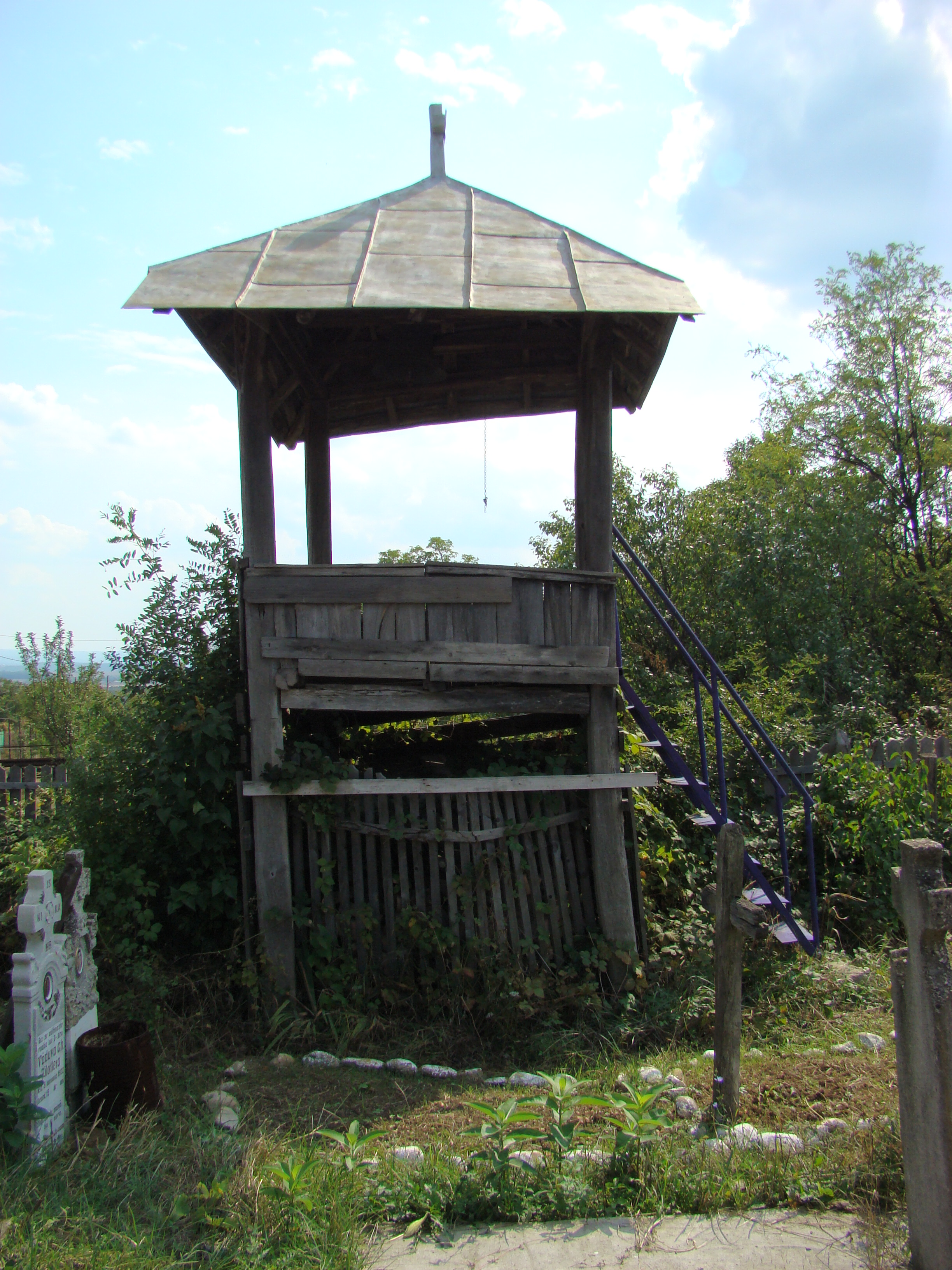

## Imagini din interior

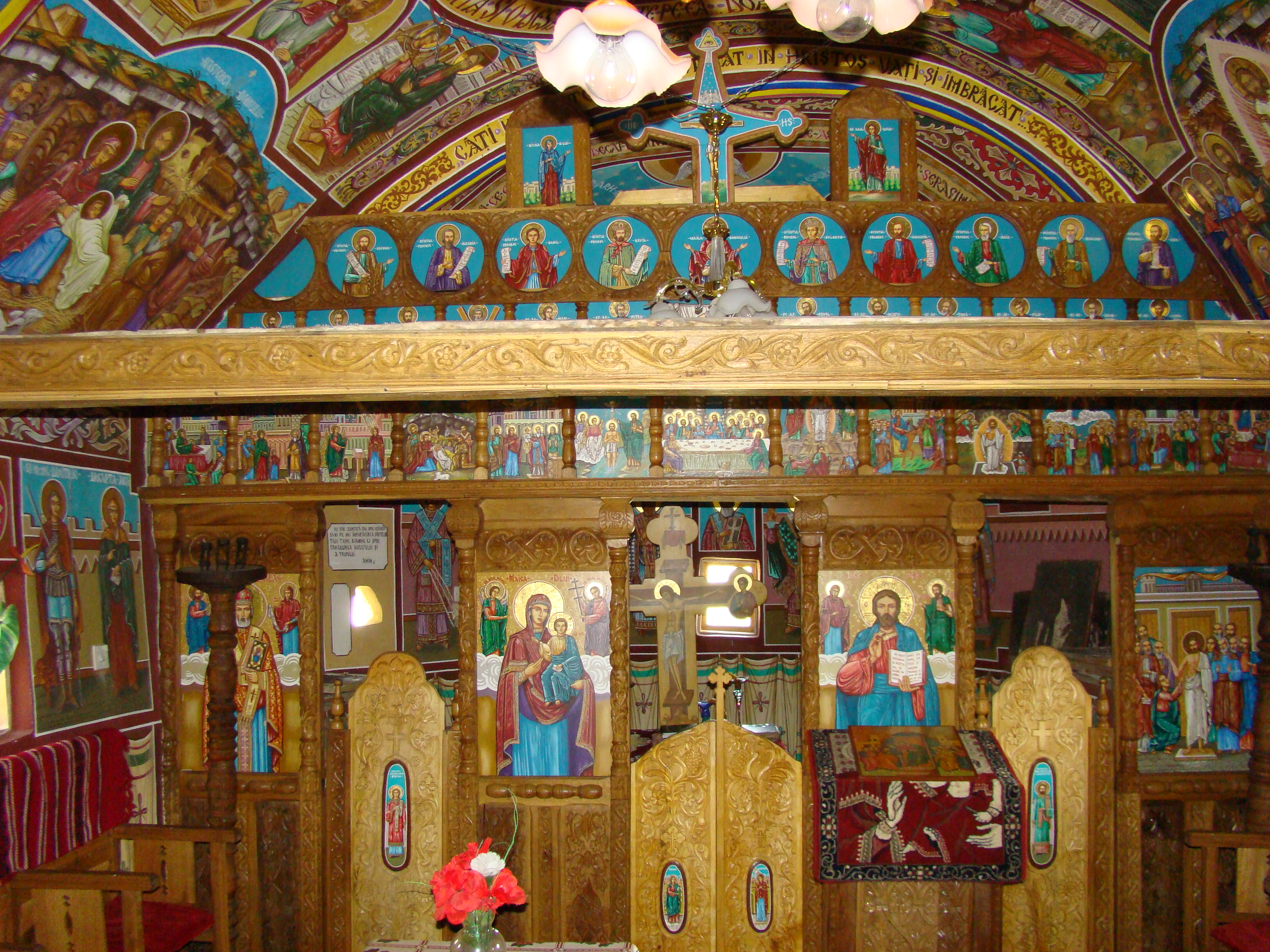
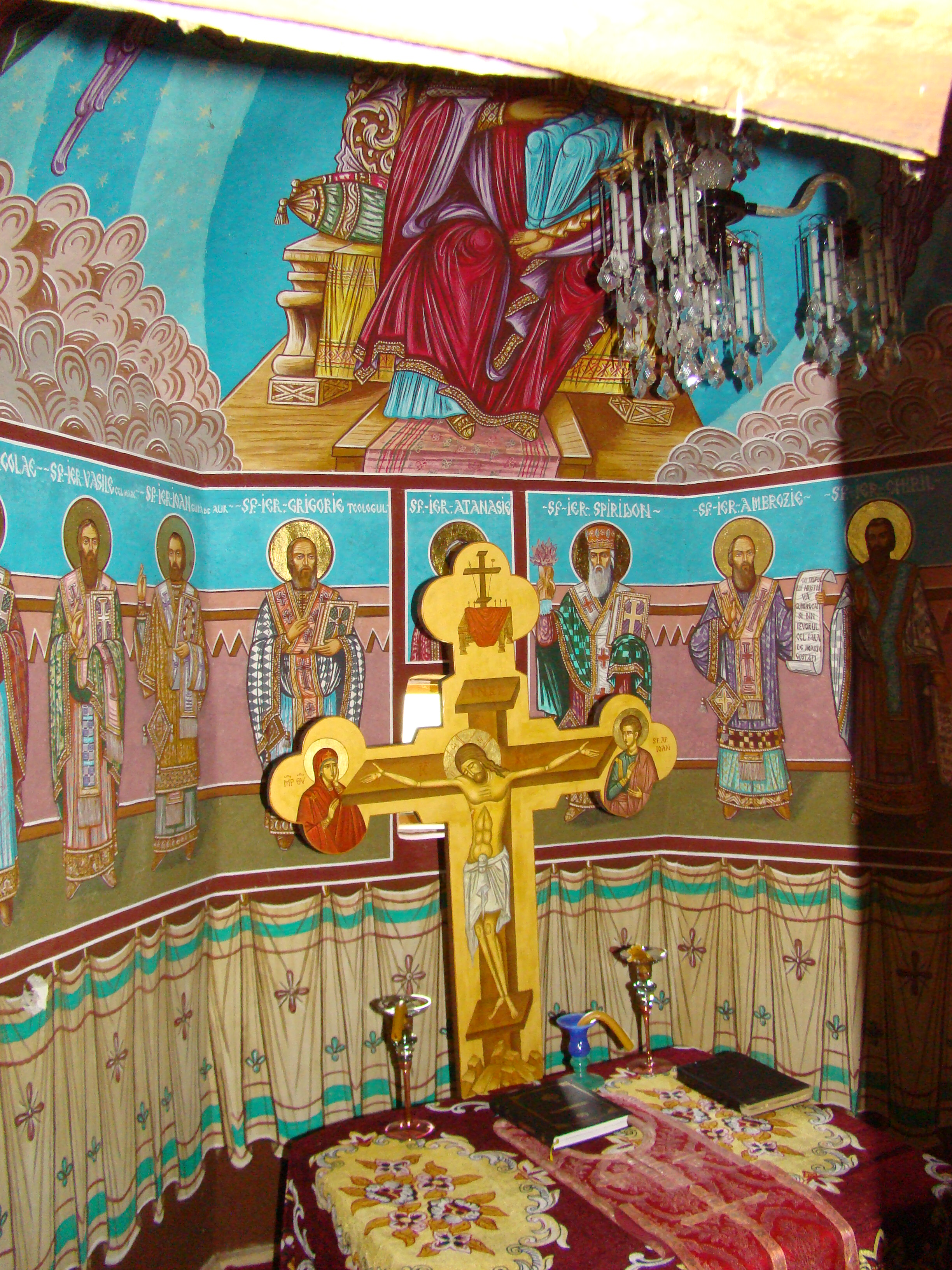
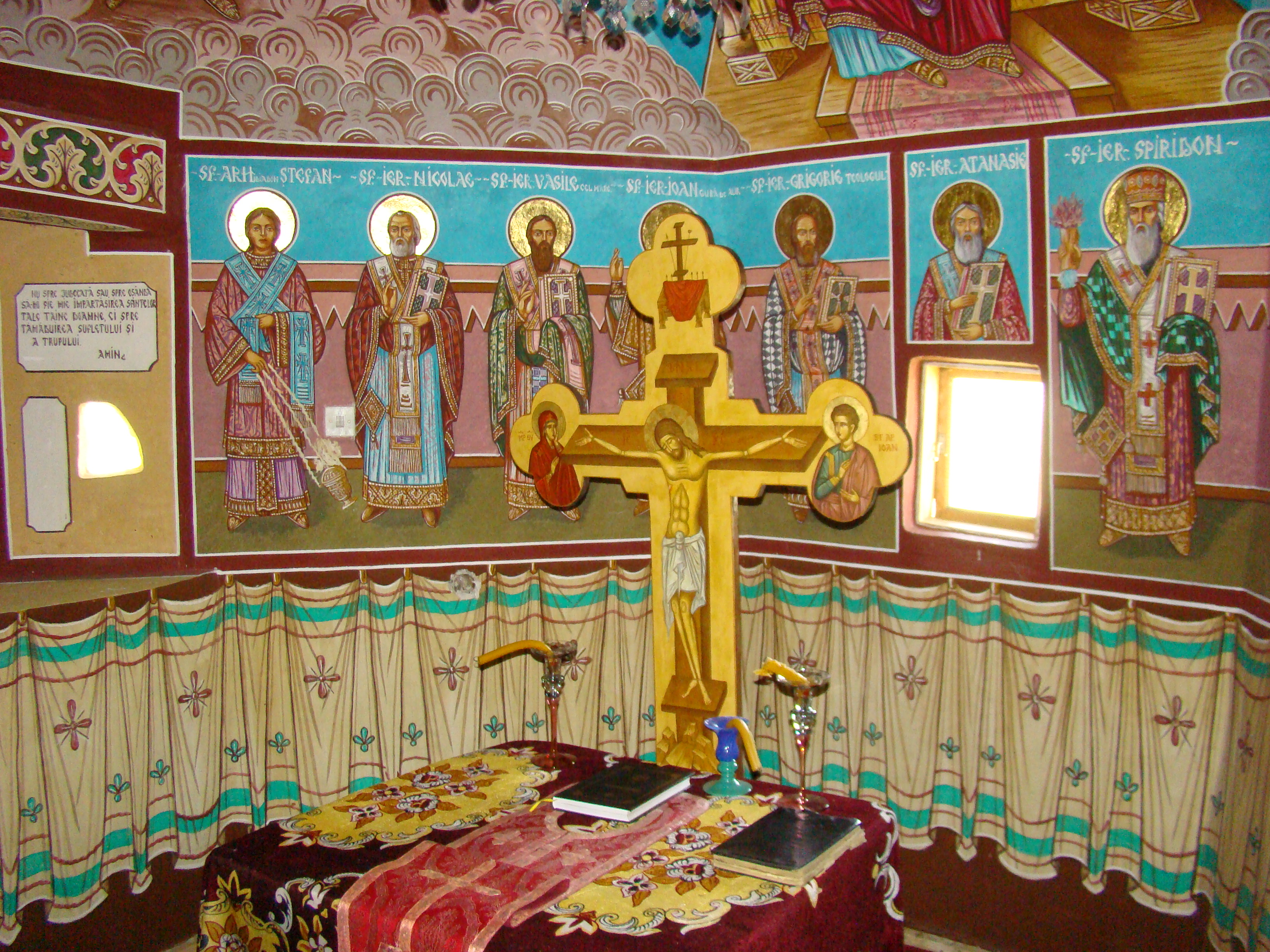
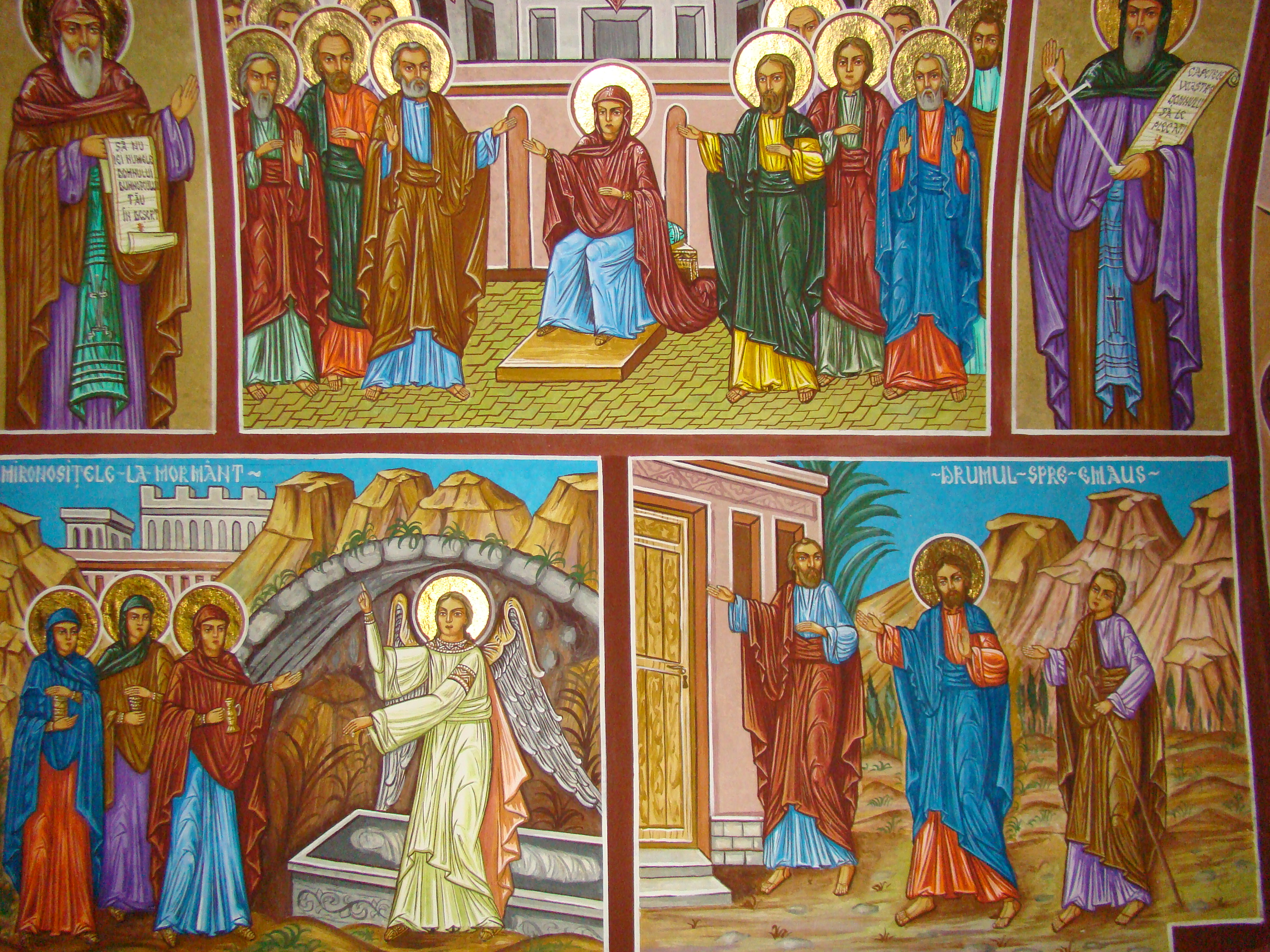
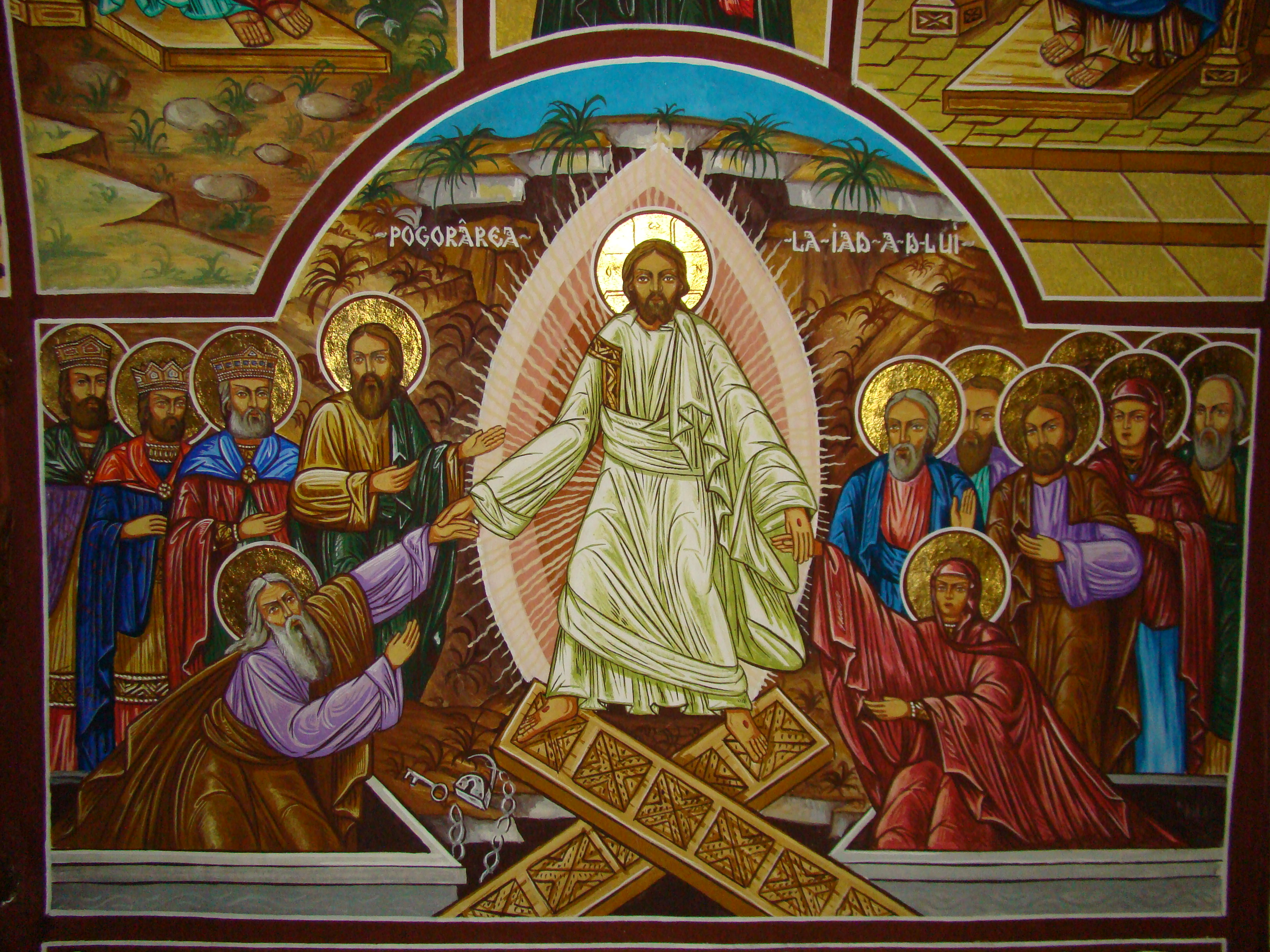
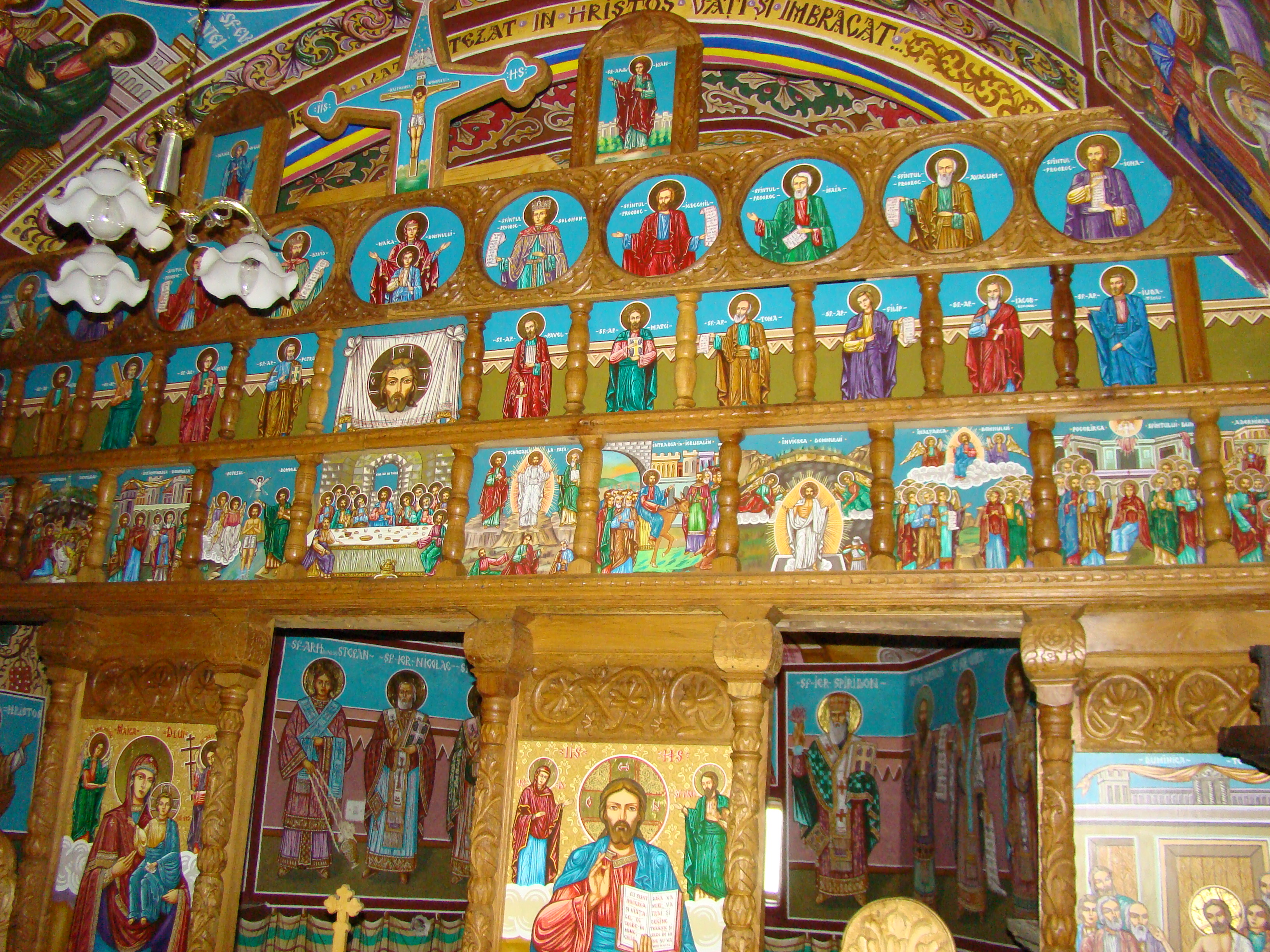
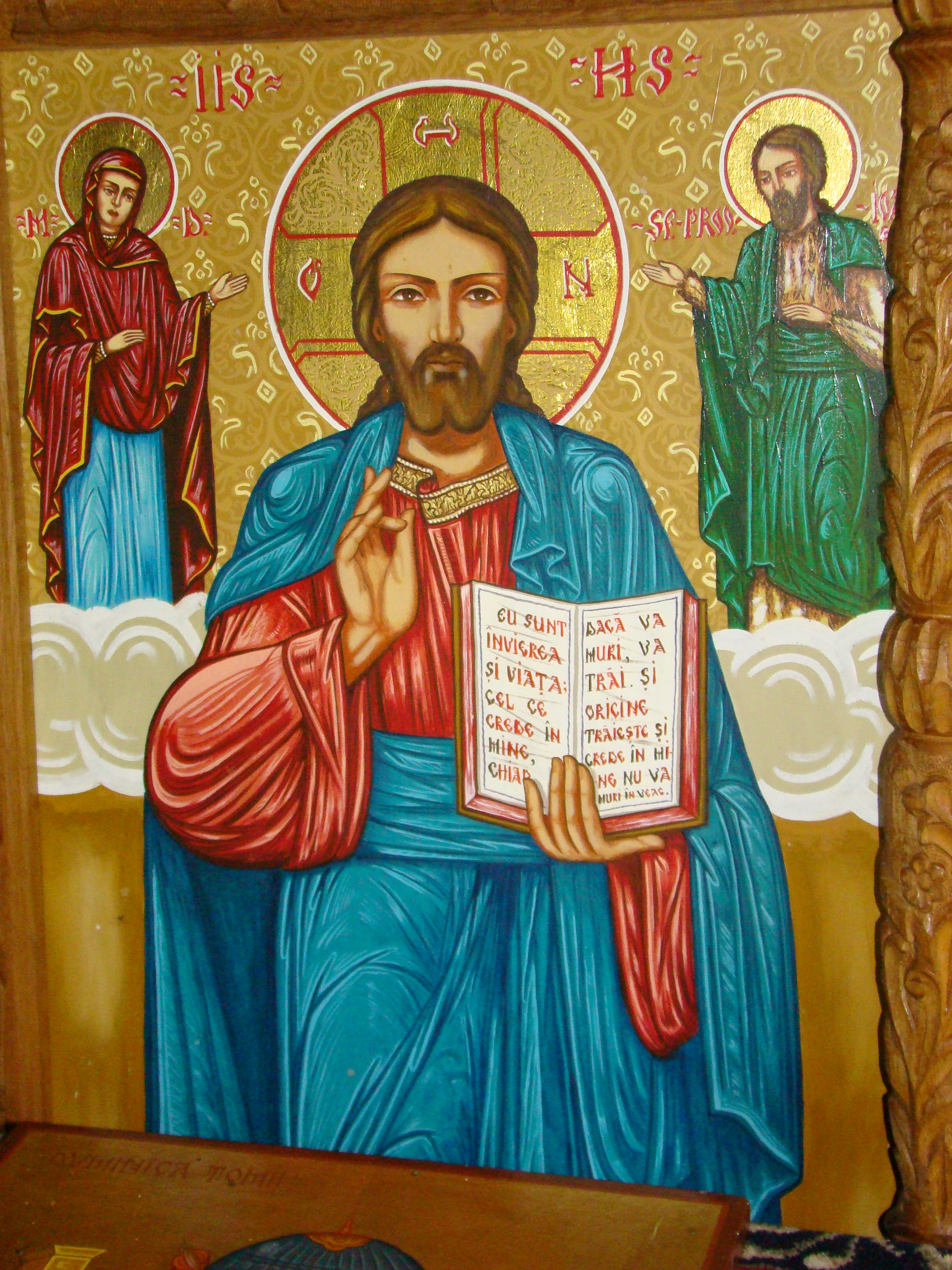
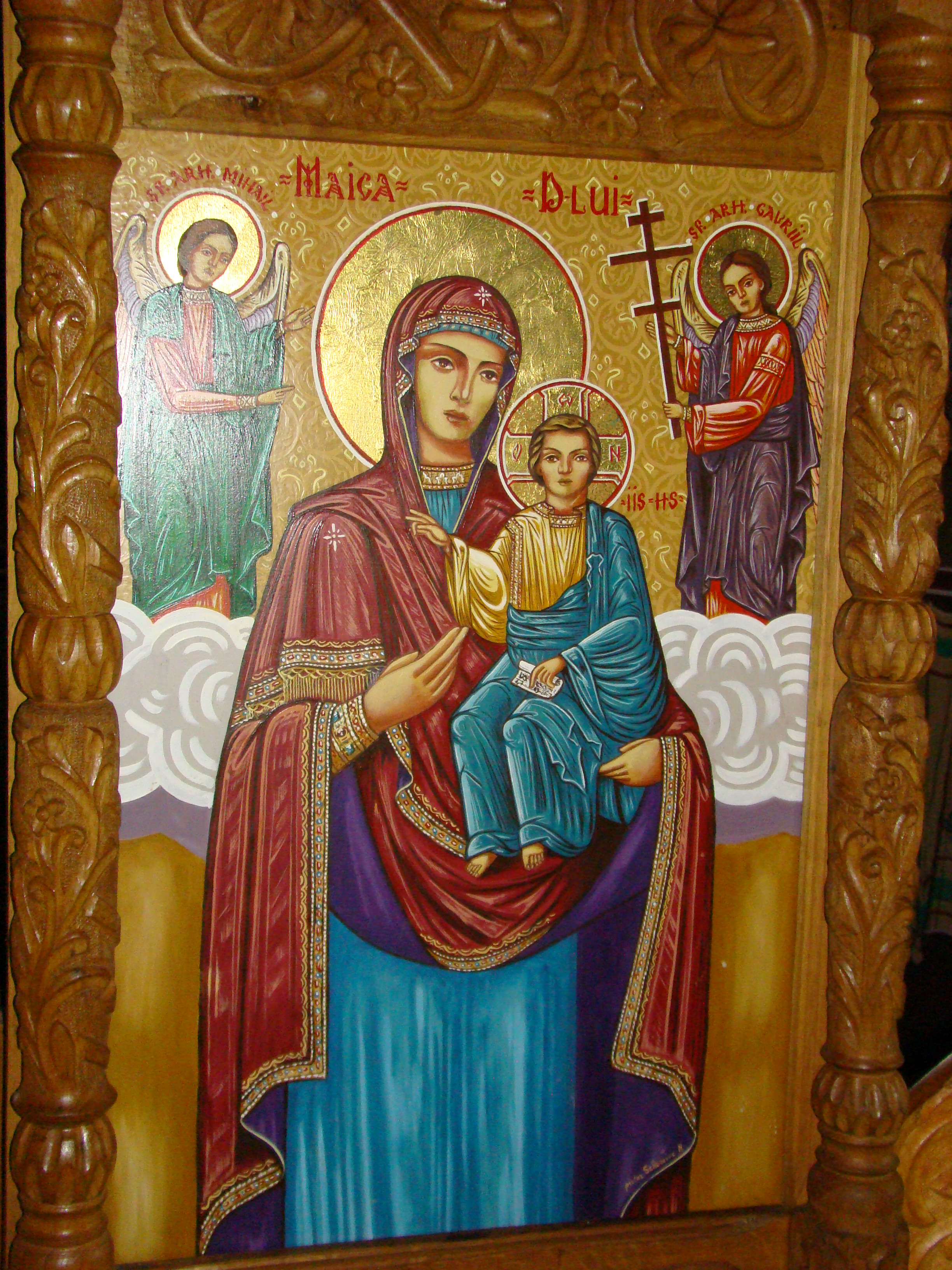
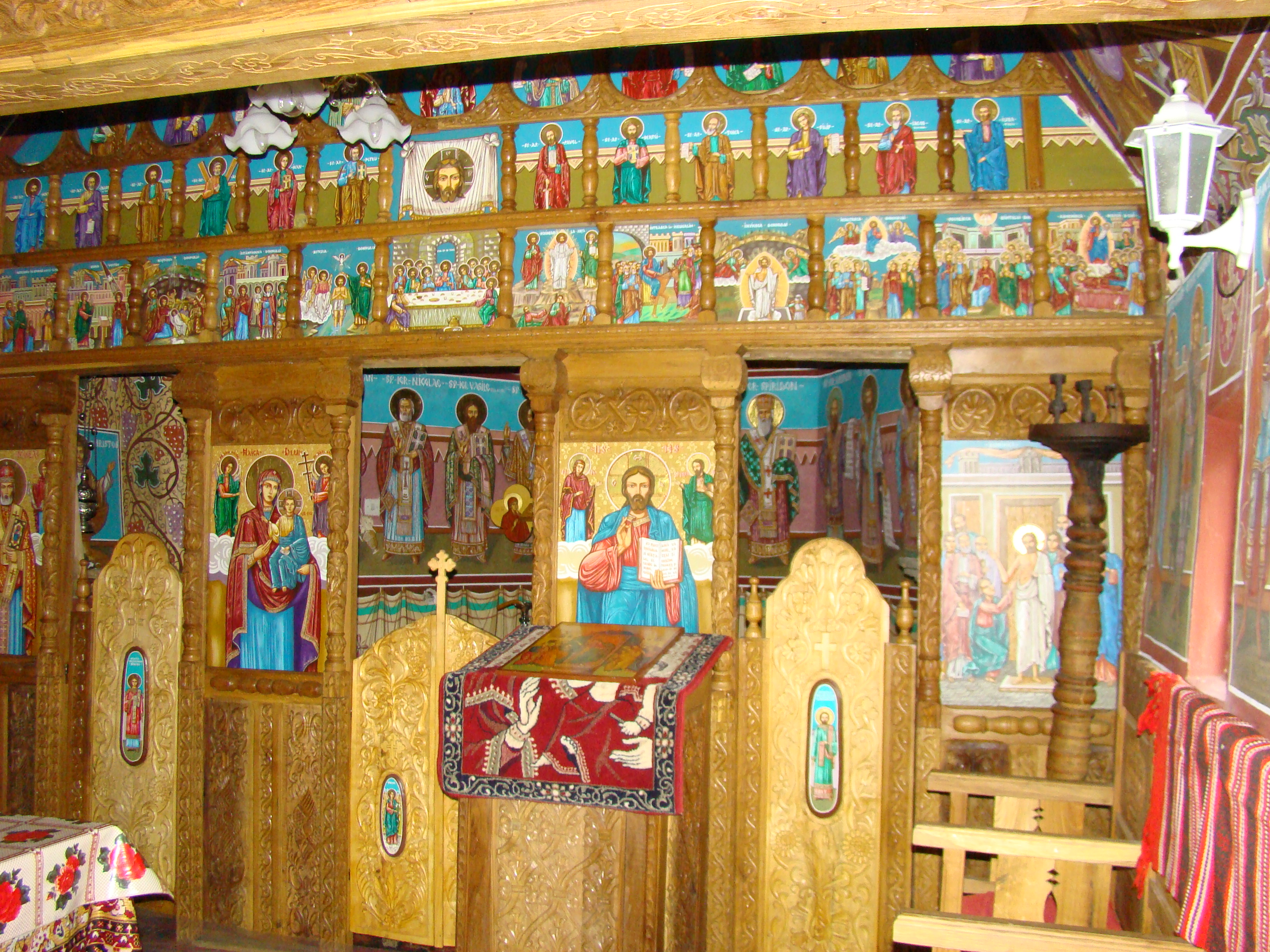
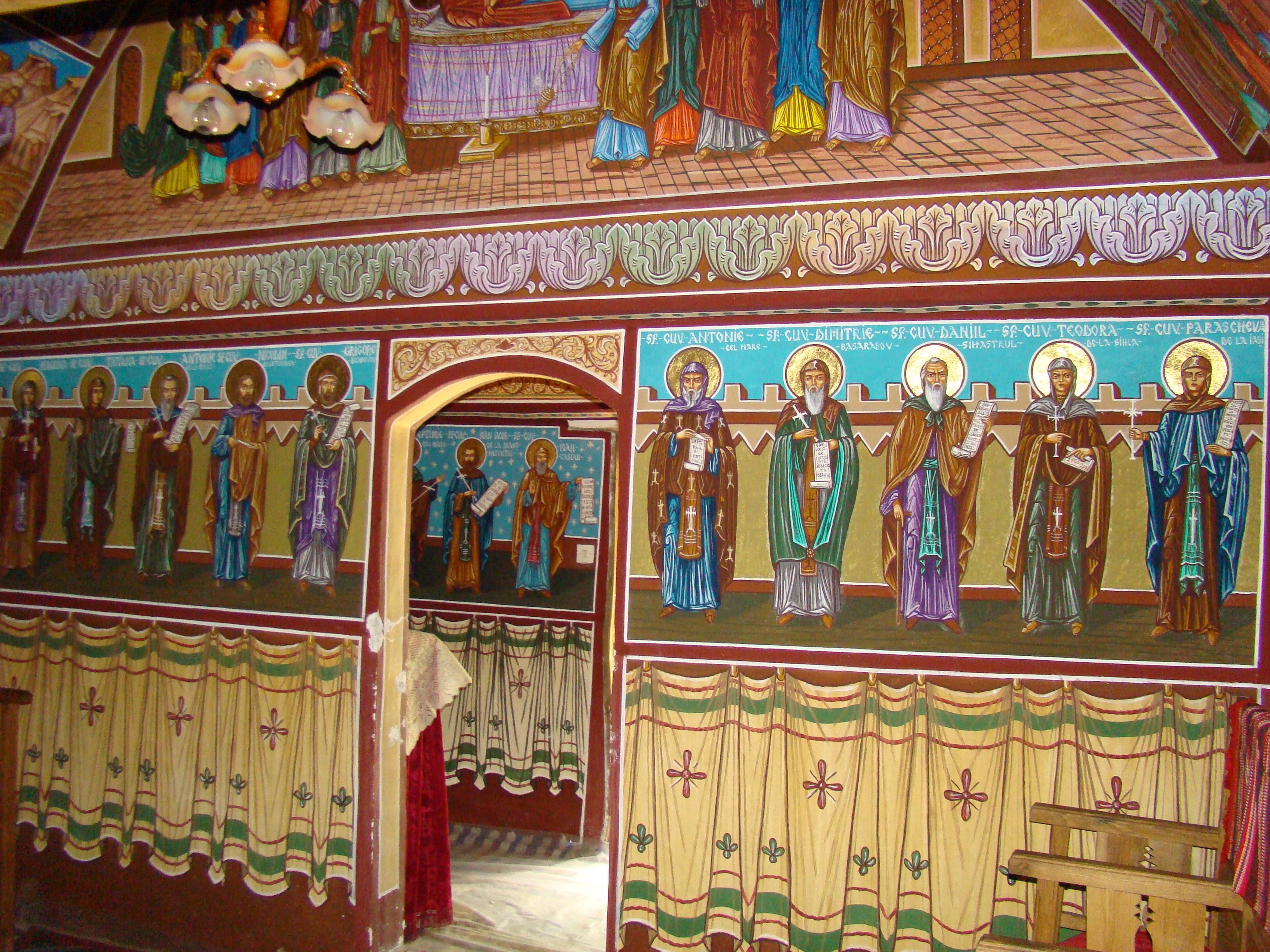